# Andromedagalaxie
Die Andromedagalaxie, auch (veraltet) Andromedanebel oder Großer Andromedanebel genannt, ist mit rund 2,5 Millionen Lichtjahren Entfernung die am nächsten zur Milchstraße gelegene Spiralgalaxie. Sie ist zugleich das entfernteste Objekt, das unter guten Bedingungen ohne technische Hilfsmittel mit bloßem Auge beobachtet werden kann. Sie liegt im Sternbild Andromeda, von dem auch ihr Name stammt. Häufig wird sie auch kurz als M31 bezeichnet nach ihrem Eintrag im Messier-Katalog.
Die Andromedagalaxie ähnelt der Milchstraße. Beide Galaxien beherbergen die gleichen Arten von astronomischen Objekten, aus der „äußeren“ Perspektive auf die Andromedagalaxie besteht jedoch eine bessere Sicht auf die Struktur. Es sind dunkle Staubbänder, Sternentstehungsgebiete und im Außenbereich über 200, möglicherweise 500 Kugelsternhaufen auszumachen. Auch können in immer größeren Bereichen ihre einzelnen Sterne beobachtet werden. Die Galaxie weist im Zentrum ein massereiches Schwarzes Loch von etwa 100 Millionen Sonnenmassen auf, Spiralarme erstrecken sich davon bis zu einer Distanz von rund 80.000 Lichtjahren aus, ihr Halo durchmisst über eine Million Lichtjahre.
Hinsichtlich des Halos ist die Andromedagalaxie das größte Mitglied der Lokalen Gruppe, einer Ansammlung gravitativ gebundener Galaxien. Die Andromedagalaxie und die ähnlich massereiche Milchstraße sind in der Lokalen Gruppe die beiden mit Abstand massereichsten Mitglieder und binden jeweils eine Vielzahl von Satellitengalaxien an sich. Die in der jüngeren Literatur angegebenen Werte für die Masse der Andromedagalaxie bewegen sich zwischen 700 und 2500 Milliarden Sonnenmassen, wovon ihre Sterne etwa 100 Milliarden Sonnenmassen ausmachen.
Die Andromedagalaxie wird seit langem wissenschaftlich untersucht. Es gelang allerdings erst Ende des 19. Jahrhunderts, dieses zuvor auch in Teleskopen nur als Nebelfleck erscheinende Objekt als Spiralnebel, gebildet aus Sternen, näher zu bestimmen. Anhand der Andromedagalaxie wurde dann in den 1920er Jahren festgestellt, dass Spiralnebel eigenständige, außerhalb der Milchstraße gelegene Sternsysteme sind. Damit schritt der Erkenntnisgewinn einher, dass das Weltall neben der Milchstraße aus zahlreichen weiteren Galaxien besteht. Abweichungen zwischen berechneter und beobachteter Rotation in der Andromedagalaxie deuteten seit etwa 1940 auf Dunkle Materie oder eine Abweichung zur Newtonschen Dynamik hin. Seit der Jahrtausendwende findet man vermehrt Spuren einer zurückliegenden Kollision mit einer anderen Galaxie.

## Erforschung

### Erste Beschreibungen und Thesen zur Natur

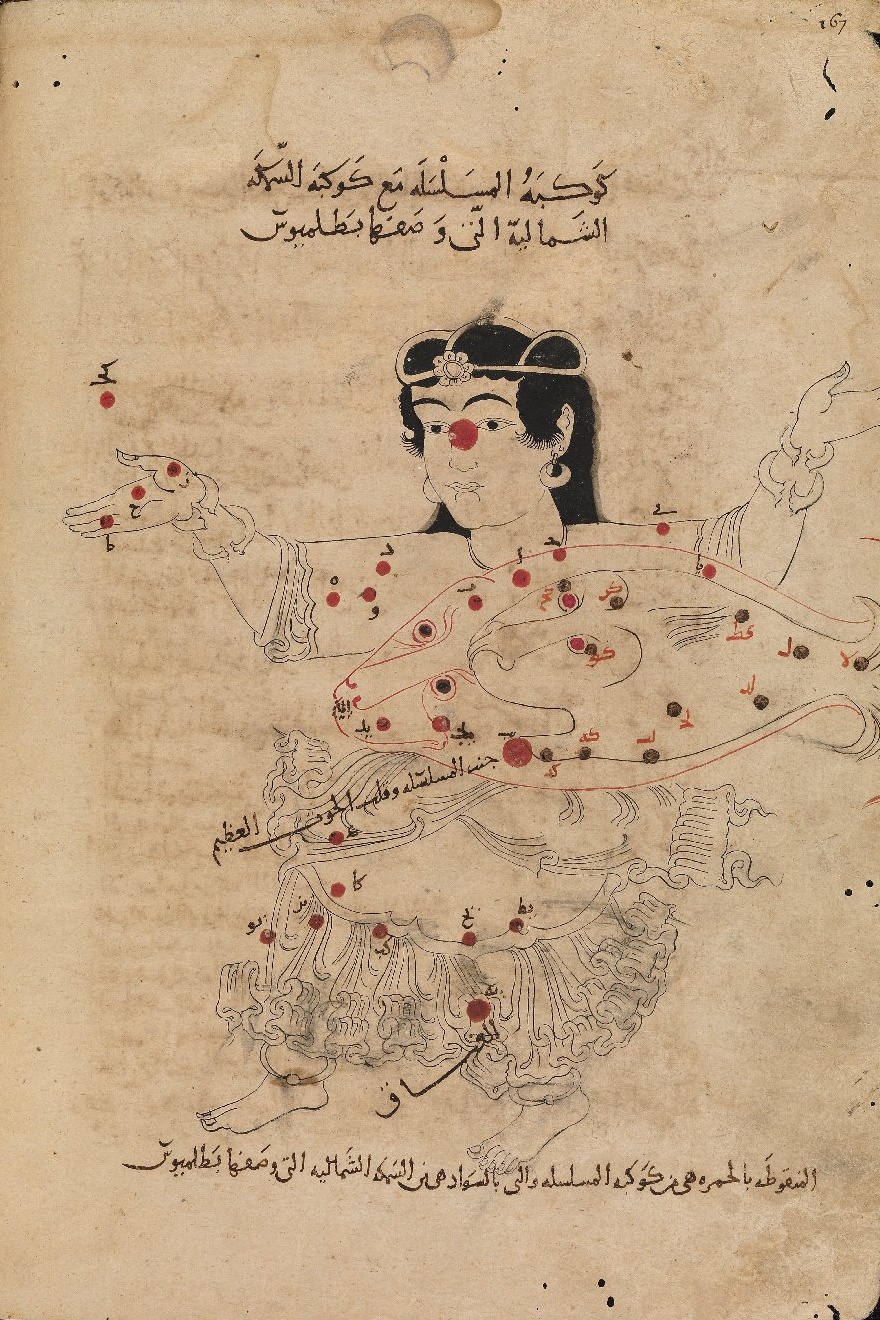
Älteste erhaltene Darstellung der Andromedagalaxie (als Punktgruppe im Maul des Fisches) in Al-Sufis Buch der Fixsterne (Kopie ca. 1010)

Die erste gesicherte Beschreibung der Andromedagalaxie stammt aus dem 10. Jahrhundert n. Chr. vom persischen Astronomen Al-Sufi, der sie „die kleine Wolke“ nannte. Charles Messier schrieb bei der Eintragung in seinen Katalog die Entdeckung allerdings Simon Marius zu. Tatsächlich hatte dieser sie 1612 als erster durch ein Teleskop beobachtet und dabei festgestellt, dass er den Andromedanebel auch mit dem Fernrohr nicht in einzelne Sterne auflösen konnte. Daher stammt auch die Bezeichnung Andromedanebel.
Obwohl die meist runde oder ovale Gestalt von sternlos erscheinenden Nebeln schon um das Jahr 1733 von William Derham festgehalten wurde, war die genaue Natur dieser Gebilde lange Zeit ungewiss. Oft wurden sie als Teil des Milchstraßensystems angesehen. Andererseits überlegte bereits im Jahr 1755 Immanuel Kant, dass sich bei entsprechender Beobachtungsrichtung die elliptische Gestalt eines entfernten scheibenförmigen Sternensystems ähnlich der Milchstraße ergeben kann. Wilhelm Herschel schrieb im Jahr 1785, dass der Andromedanebel vermutlich das Schimmern von Millionen von Sternen sei, ähnlich geformt wie die Milchstraße, und dass eine Verbindung dazwischen unwahrscheinlich sei. Aufgrund seiner Struktur und der leicht rötlichen Färbung des Zentrums verortete er ihn näher als andere derartige Nebel. Sein Abstand schien ihm höchstens die 2000-fache Entfernung des Sterns Sirius zu betragen – für die Grenze der Milchstraße ermittelte er weniger als die 500-fache Entfernung. Mit leistungsfähigeren Teleskopen konnte er kurz darauf die Abgrenzung der Milchstraße allerdings nicht bestätigen, und später kamen ihm Zweifel an der Natur des Nebels, nachdem er dahinterliegende Sterne zu erkennen glaubte; seine früheren Hypothesen bildeten trotzdem einen wichtigen oft aufgegriffenen neuen Ansatz. So gibt Pierer’s Universal-Lexikon im Jahr 1860 die beiden gegenläufigen Thesen wieder und berichtet gekürzt über eine weitere vielzitierte, auf einer einfachen geometrischen Überlegung basierende Einordnung, die Friedrich Theodor von Schubert im Jahr 1810 publiziert hatte:

„Wenn unser Auge von der Milchstraße nur um einen Durchmesser derselben entfernt wäre, so würde sie uns nur noch unter einem Winkel von 60° erscheinen, […] und auf 100 Durchmesser unter einem Winkel von 17', also kleiner als der berühmte Nebelfleck in der Andromeda. Sie würde in dieser Entfernung dem bloßen Auge unsichtbar seyn, und durch gewöhnliche Fernröhre als ein Wölkchen von schwachem Licht erscheinen, so wie dieses Wölkchen umgekehrt wider die Gestalt, die Größe und den Schimmer der Milchstraße annehmen würde, wenn wir ihm nahe genug wären. Wenn man nun in der That am Himmel solche kleine Lichtmassen, denen die Astronomen den Namen Nebelflecke gegeben haben, entdeckt, muß man dann nicht schließen, daß sie nichts anders sind, als Milchstraßen, die wenigstens um 100 ihrer Durchmesser von uns entfernt sind?“

Erste Zeichnungen des Andromedanebels publizierten Guillaume Le Gentil im Jahr 1759 und Charles Messier im Jahr 1807. Detailliertere Erkenntnisse über die Gestalt fanden George Phillips Bond im Jahr 1847 und später Étienne Léopold Trouvelot mit dem Great-Harvard-Reflektor und Lawrence Parsons im Jahr 1871 mit seinem 6-Fuß-Teleskop, die er 1885 publizierte. Allerdings zeigten erst Fotografien des Andromedanebels aus den Jahren 1887 und 1888 von Edward Emerson Barnard und von Isaac Roberts die Gestalt umfassend und lieferten so weitere, verschieden interpretierte Indizien zur Natur dieses Nebels. Roberts selbst sah darin ein entstehendes Sonnensystem, um dessen zentrale Sonne sich Ringe ausgebildet haben und sich bereits Planeten aus den dort befindlichen Nebeln M110 (h 44) und M32 (h 51) formen. John Reynolds vermutete im Jahr 1914 aufgrund der Ähnlichkeit des aus Fotografien ermittelbaren Helligkeitsverlaufs von M31 mit jenen von Reflexionsnebeln um Sterne, dass es sich auch bei M31 um einen solchen handle. Hingegen favorisierte Arthur Stanley Eddington ein Jahr später die Hypothese, dass die Spiralnebel separate „island universes“ seien, und begründete diese Interpretation damit, dass in der Milchstraßenebene deutlich weniger Spiralnebel gefunden wurden als in höheren galaktischen Breiten. Dies ließ sich durch die in der Milchstraßenebene beobachteten dunklen Bänder erklären, die das Licht der weit entfernten dahinterliegenden Nebel absorbieren. Derartige dunkle Bänder waren zudem auch in Fotografien von Spiralnebeln zu erkennen. Die Spiralform von M31 selbst wurde schon zuvor, kurz nach der Entdeckung von Spiralnebeln um das Jahr 1850 durch Parsons’ Vater, für möglich gehalten und später, gestützt auf weitere Fotografien, als erwiesen angesehen.

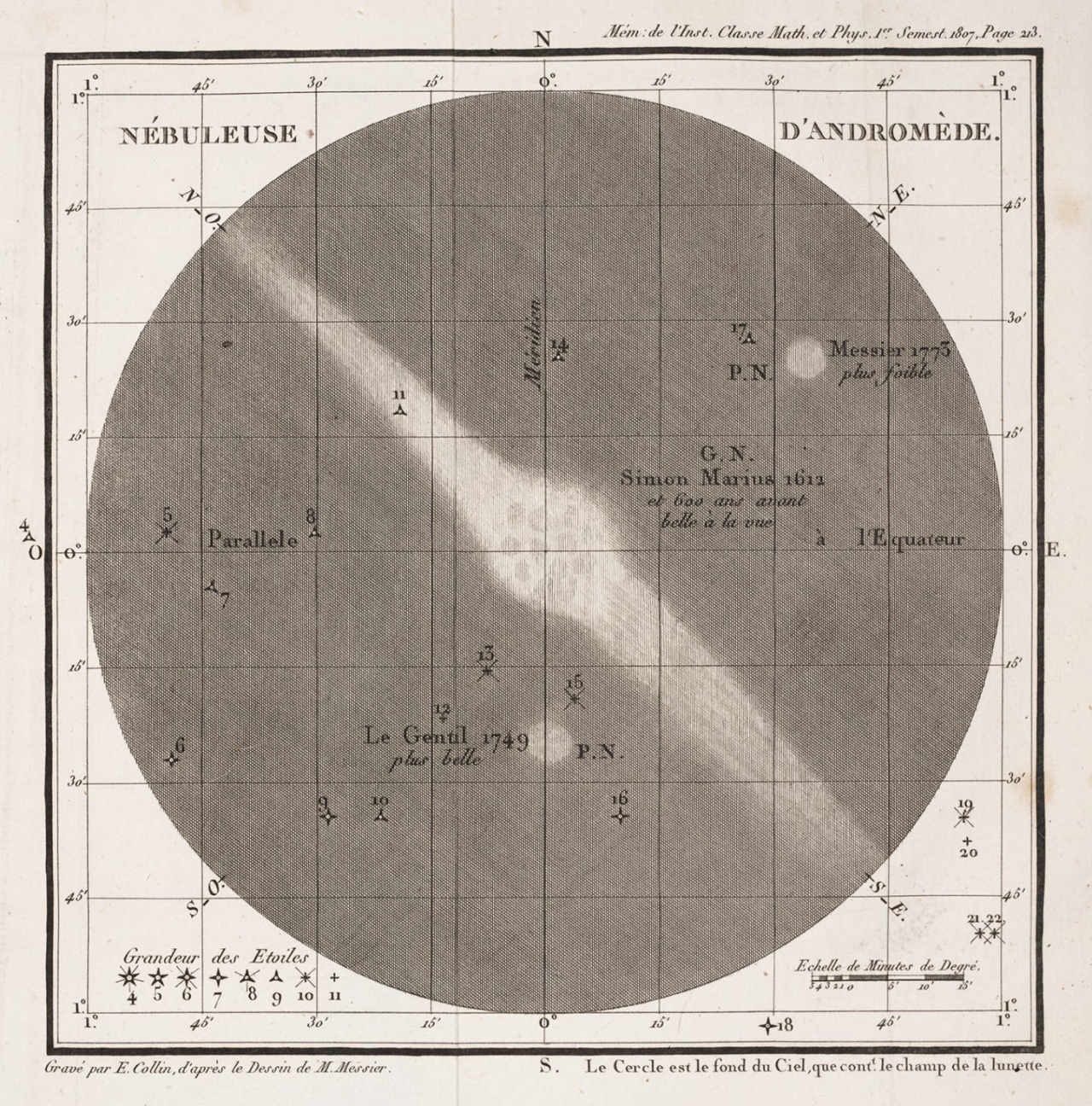
Zeichnung des Andromedanebels sowie der nahegelegenen, als kleine Nebel erscheinenden Galaxien M32 (unterhalb) und M110 (rechts oberhalb), Charles Messier, 1807
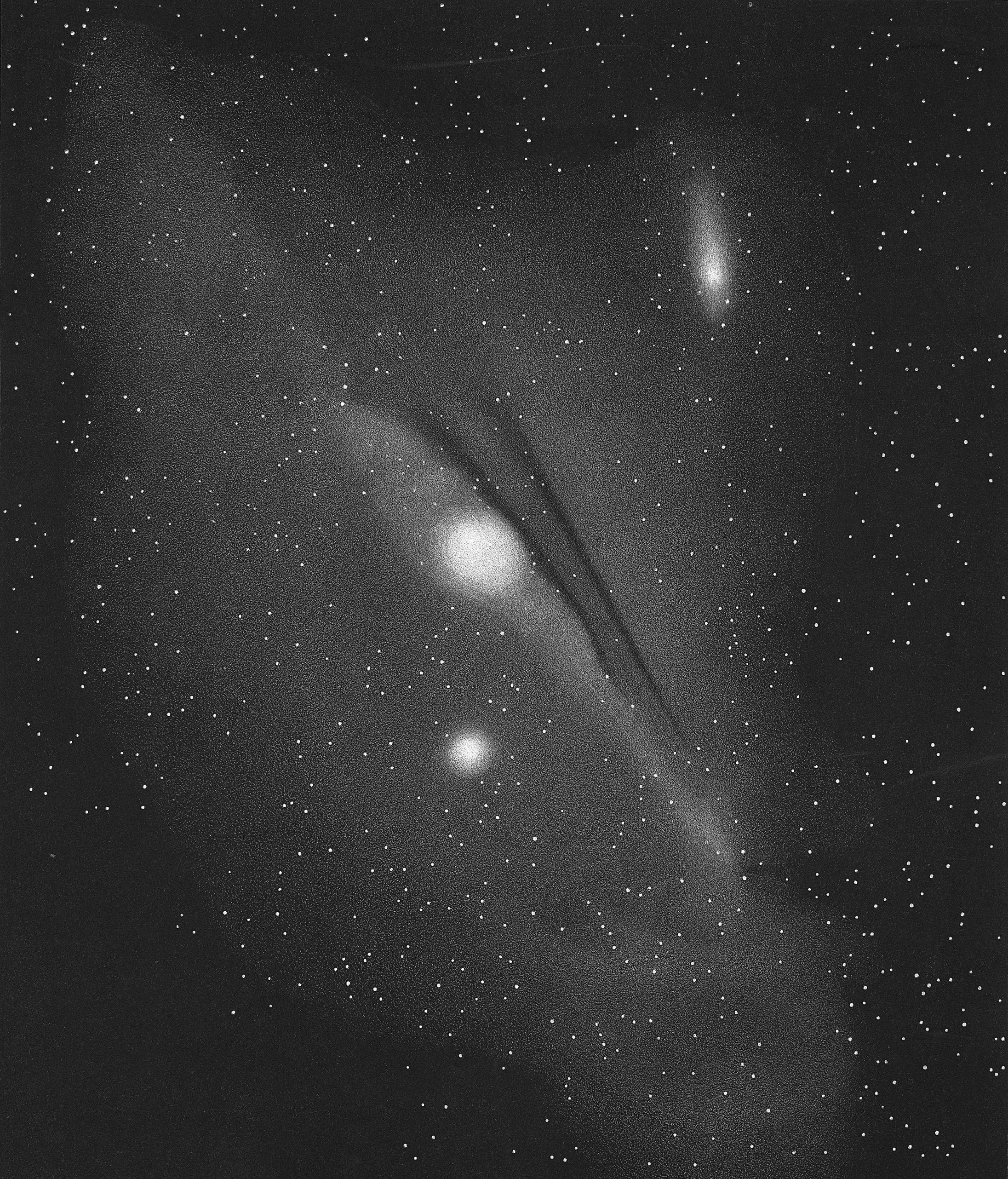
Zeichnung, Étienne Léopold Trouvelot, 15 Zoll-Refraktor, 1874
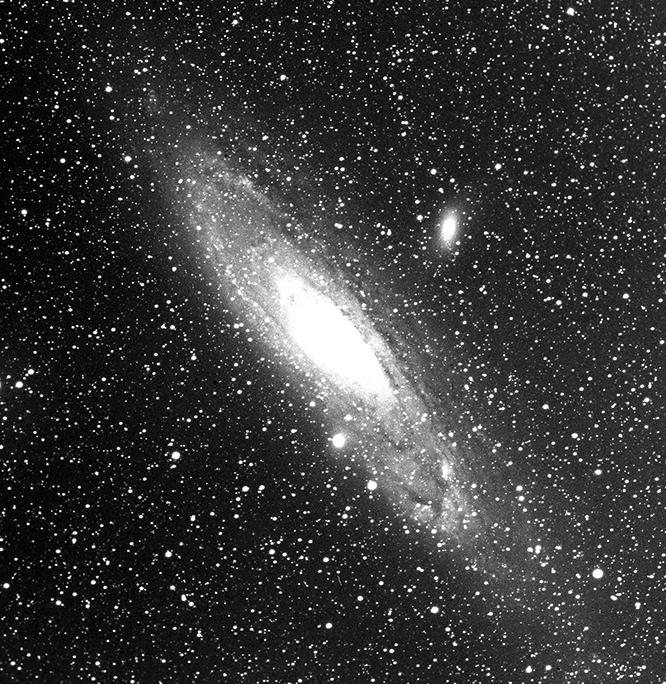
Fotografie des Andromedanebels, Edward Emerson Barnard, 1887

Ein sternartiges Aufleuchten und Abklingen im Jahr 1885 nahe dem Zentrum des Andromedanebels galt in der Folgezeit als wichtiges Argument für die Nähe des Andromedanebels. Es war lange kein Vorgang denkbar, der so viel Energie freisetzen konnte, um eine derartige Helligkeit bei größerer Entfernung zu erklären. Einer der Entdecker dieses Ereignisses, Ernst Hartwig, überlegte beispielsweise, ob die Beobachtung aus gerade entflammten Gasmassen im Andromedanebel resultierte, die zuvor mit niedriger  Temperatur schwach geleuchtet hatten und nun in Helligkeit den früher in gleicher Weise entstandenen Kern des Nebels übertrafen.
Mit Hilfe der Spektroskopie erkannte William Huggins bereits im Jahr 1864, dass der Andromedanebel und M32 sich ähnelten, und unterschied sie von den durch Spektrallinien charakterisierten planetarischen Nebeln; doch ließen sich die Spektren nicht abschließend einordnen. Dies gelang Julius Scheiner im Jahr 1899 durch inzwischen möglich gewordene Fotografien der lichtschwachen Spektren. Mit einer 7,5 Stunden lang belichteten Aufnahme stellte er fest, dass

„die bisherige Vermuthung, dass die Spiralnebel Sternhaufen seien, zur Sicherheit erhoben ist,“

und fand es damit und aufgrund von weiteren Merkmalen naheliegend, wenn die Milchstraße ein Spiralnebel wie Andromeda wäre.
Vesto Slipher berechnete 1912 anhand der Blauverschiebung der Spektrallinien die heliozentrische Radialgeschwindigkeit von M31 auf 300 km/s in Richtung auf die Sonne, die höchste bis dahin bei einem Objekt festgestellte (moderne Messungen ergeben 300 ± 4 km/s). Kurz darauf entdeckte er an einem anderen Spiralnebel Geschwindigkeitsverläufe in den Spektrogrammen, die auf eine Rotation der Spirale hindeuten, und fand auch Indizien für diese Rotation in den Spektrogrammen des Andromedanebels. Eine Reihe teilweise noch größerer und unterschiedlich gerichteter Radialgeschwindigkeiten von Spiralnebeln, die er in der Folgezeit ermittelt hatte, und die sich grundsätzlich von denen der Sterne unterscheiden, hielt er für einen Beleg für deren „island universe“-Natur. Die Rotation des Andromedanebels bestätigte und quantifizierte Francis G. Pease im Jahr 1918.

### Entfernung
Lange Zeit fehlten in der Astronomie sichere Methoden zur Bestimmung größerer Entfernungen, weshalb man sich in unterschiedlichen Ansätzen auf jeweils andere plausibel erscheinende Vermutungen stützte und ganz verschiedene Ergebnisse erhielt. Um das Jahr 1800 wurde beispielsweise der von Herschel aufgrund von Farbeindrücken zeitweise geglaubte Abstand zum Andromedanebel in eine Entfernung von 12.000 Lichtjahren umgerechnet.  In einem anderen Ansatz führte Julius Scheiner im Jahr 1900 die geometrische Einordnung weiter. Motiviert durch die Erkenntnisse aus seiner Spektralanalyse und aufgrund vieler übereinstimmender Merkmale zwischen dem Andromedanebel und der Milchstraße überlegte er, dass beide Systeme auch in der Größe „in roher Annäherung“ übereinstimmen könnten. Unter dieser Voraussetzung ergab sich aus der scheinbaren Ausdehnung am Firmament von 3° ein 20-facher Abstand des Durchmessers der Milchstraße – nach heutigem Kenntnisstand ein bis auf wenige Prozent zutreffender Wert. Damals errechnete Scheiner 0,5 Millionen Lichtjahre aufgrund einer geringeren bekannten Ausdehnung der Milchstraße. In ähnlicher Weise verglich Max Wolf im Jahr 1912 Strukturen der Milchstraße mit denen von Spiralnebel und ermittelte so eine Entfernung von 32.000 Lichtjahren, womit sich allerdings für ihn unerwartet kleine Spiralnebel ergaben. Andere Forscher vermuteten in dieser Zeit einen Zusammenhang des Andromedanebels mit darin beobachteten Sternen, damit eine nahe Lage innerhalb der Milchstraße und hielten Entfernungen von unter 100 Lichtjahren für denkbar.
Wesentliche Fortschritte gelangen in der Folgezeit. An vier in Spiralnebeln beobachteten Novae erkannte Heber Curtis im Jahr 1917, dass diese im Mittel 10 Magnituden lichtschwächer als andere Novae waren, was durch eine 100-fach größere Entfernung von der Milchstraße erklärbar ist. Unter Einbeziehung von Novae im Andromedanebel folgerte Harlow Shapley daraus noch im selben Jahr einen Abstand von rund 1 Million Lichtjahren, sah das aber im Widerspruch zu der Erscheinung aus dem Jahr 1885 und einem vermeintlich erkennbaren Rotationswinkel von Spiralnebeln zwischen zeitlich versetzt aufgenommenen Fotografien. Knut Lundmark wertete hingegen die von ihm dann auf dem gleichen Weg bestimmte etwa halbe Entfernung als plausibel. Von Shapley und Curtis wurden die Argumente, die für eine Lage des Andromedanebels am Rande der Milchstraße oder weit außerhalb sprachen und somit die Struktur des Universums klären halfen, in der sogenannten „Great Debate“ im Jahr 1920 zusammengetragen.

In der detaillierten Aufnahme durch das Hubble-Weltraumteleskop sind tausende Sternhaufen und über 200 Millionen einzelne Sterne zu sehen, darunter auch 175 Cepheiden, die für eine präzise Entfernungsbestimmung genutzt wurden.

Weitere Methoden zur Entfernungsbestimmung wurden in der Folgezeit entwickelt. Aus der örtlichen Verteilungsdichte weiterer zwischenzeitlich um die Andromedagalaxie beobachteter Novae wurde Anfang der 1920er Jahre eine Entfernung von umgerechnet 3 Millionen Lichtjahren bestimmt. Ernst Öpik entwarf ein Modell der Andromedagalaxie anhand der von Francis Pease spektroskopisch gemessenen Umlaufgeschwindigkeiten ihrer Sterne und leitete daraus einen Abstand von umgerechnet rund 1,5 Millionen Lichtjahren ab. Im Jahr 1923 gelang es Edwin Hubble mithilfe des kurz zuvor erbauten, mit 2,5 Meter Durchmesser weltweit größten Teleskops veränderliche Sterne der Cepheiden-Klasse im Andromedanebel zu entdecken, deren Entfernung auf 900.000 Lichtjahre zu berechnen und Shapley zu überzeugen, dass der Andromedanebel – und damit alle Spiralnebel – separate Galaxien sind. Er nutzte dafür die an Cepheiden in einer nahegelegenen Satellitengalaxie der Milchstraße ermittelte Perioden-Leuchtkraft-Beziehung, mit der er auf die Leuchtkraft und daraus auf die Entfernung der Cepheiden in der Andromedagalaxie schloss. Anfang der 1930er Jahre entdeckten Walter Baade und Fritz Zwicky einen plausiblen Vorgang für das Aufleuchten im Jahr 1885, den sie als „Super-nova“ bezeichneten. Zudem fand Walter Baade Anfang der 1950er Jahre mit Hilfe des gerade fertiggestellten, 5 Meter durchmessenden Hale-Teleskops heraus, dass die von Hubble herangezogenen Cepheiden einer bis dahin unentdeckten, doppelt so hellen Klasse angehörten, und korrigierte die Entfernung auf über 2 Millionen Lichtjahre.
Die Ausrüstung von Großteleskopen mit sehr lichtempfindlichen CCD-Bildsensoren ermöglichte die Auswertung weiterer Sterntypen. So ergab die Analyse des „Tip of the Red Giant Branch“  im Jahr 1986 eine Entfernung von 2,47 Millionen Lichtjahren und im Jahr 1987 gelang die Entdeckung und Auswertung von RR-Lyrae-Sternen im Andromedanebel, wodurch sich die Entfernung auf 2,41 Millionen Lichtjahre mit einer Genauigkeit von 7 % bestimmen ließ. Im Jahr 1998 gelang eine genaue Entfernungsbestimmung anhand sogenannter Red Clump Stars zu 2,56 Millionen Lichtjahren bei einer systematischen und statistischen Unsicherheit von 1,6 % und 2,2 %. Auch die Vermessung eines bedeckungsveränderlichen Sterns in M31 durch das Institut d’Estudis Espacials de Catalunya/CSIC im Jahr 2005 ergab eine Entfernung von 2,52 ± 0,14 Millionen Lichtjahren. Nachfolgende genauere Untersuchungen an den Cepheiden mit dem Hubble-Weltraumteleskop sowie dem „Tip of the Red Giant Branch“ ergaben ähnliche Entfernungen mit nochmals verbesserter Präzision.

### Satellitengalaxien

Lokale Gruppe: Zu erkennen ist die Position der Satellitengalaxien rund um die Andromedagalaxie

Ende des 18. Jahrhunderts fielen Charles Messier während einer Beobachtung des Andromedanebels im Sichtfeld seines Teleskops zwei weitere Nebel auf, die den Andromedanebel zu begleiten schienen. Nachdem Edwin Hubble Anfang des 20. Jahrhunderts die Entfernungsbestimmung mittels Cepheiden gelang, stellte er fest, dass diese drei Objekte auch in der dritten Dimension des Raumes, in Sichtrichtung, nahe beieinander liegen: Sie sind damit Mitglieder der von ihm gefundenen Lokalen Gruppe von Galaxien, in der die Andromedagalaxie mit diesen zwei Begleitgalaxien Messier 32 und NGC 205 ein untergeordnetes System bilden. Sidney van den Bergh erkannte im Jahr 1968, dass weitere zuvor bekannte Galaxien dem Andromeda-System zugeordnet werden können, namentlich NGC 147, NGC 185 und der Dreiecksnebel (M33). Kurz darauf fand van den Bergh mit Hilfe eines speziellen Teleskops mit weitem Sichtfeld und besonders empfindlicher Fotoplatten vier weitere, zuvor unbekannte Galaxien und bezeichnete sie mit Andromeda I–IV. Mit dieser Kombination von Teleskop und Fotoplatten wurde in den 1980er und 1990er Jahren eine großräumige Himmelsdurchmusterung durchgeführt, in der im Jahr 1998 die Satellitengalaxien Andromeda V, VI und VII gefunden wurden. Nachfolgende Untersuchungen mithilfe des Hubble-Weltraumteleskops zeigten umgekehrt, dass Andromeda IV weiter entfernt ist und nicht zur lokalen Gruppen gehört.

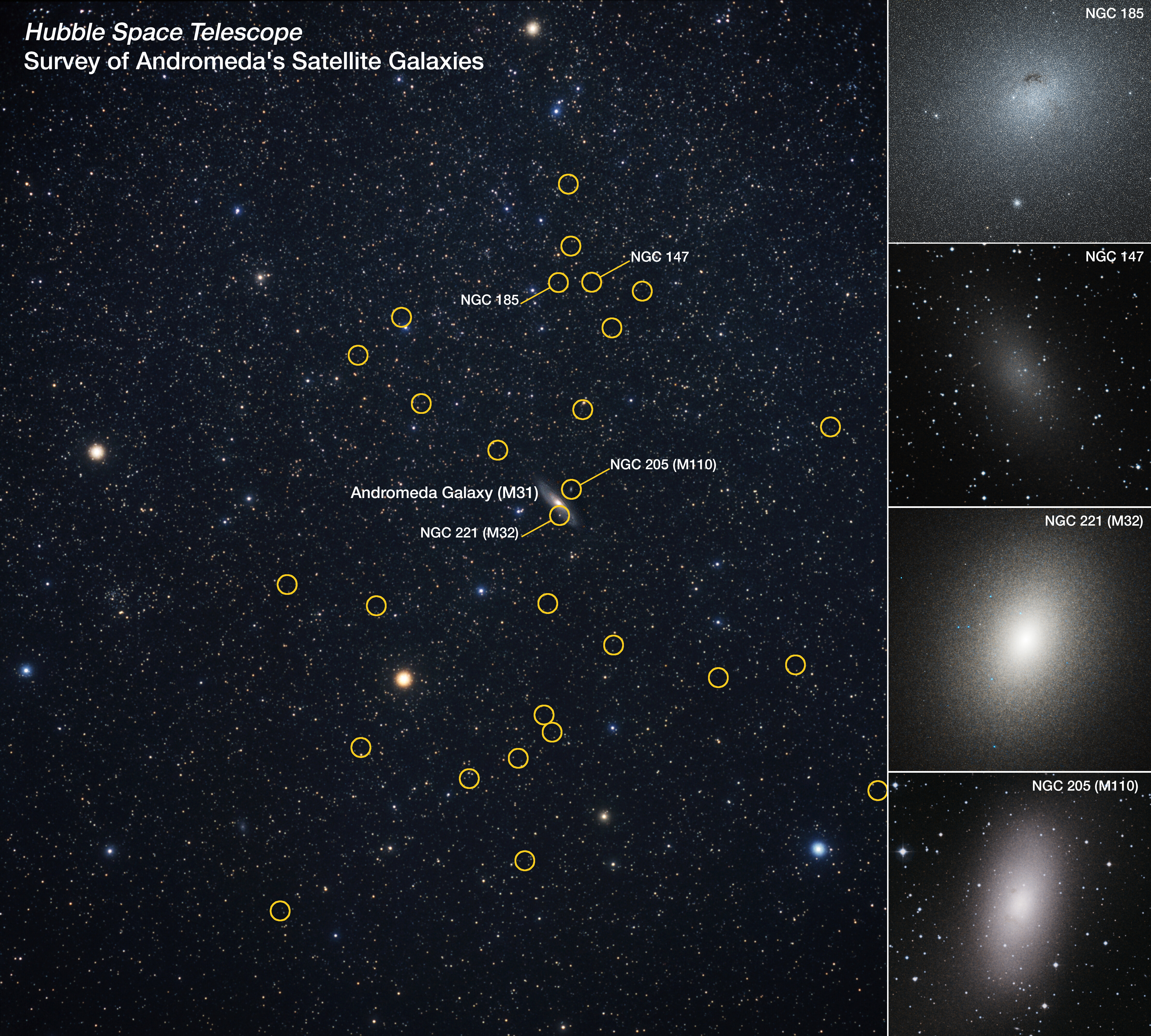
Aufnahme von M31 und einiger Satellitengalaxien

Weitere Begleitgalaxien wurden mit größeren Teleskopen, ausgestattet mit Optiken für ein weites Sichtfeld, mit gegenüber Fotoplatten empfindlicheren CCD-Bildsensoren und mittels durch Computer automatisierter Bildauswertungen entdeckt, beispielsweise die Galaxien Andromeda XI–XIII mithilfe der Megacam des CFHT. Diese Untersuchung ließ auch eine Abschätzung zu, dass sich 25 bis 65 Satellitengalaxien um die Andromedagalaxie befinden müssten. Mit diesem Teleskop wurden in der Folgezeit auch die Galaxien Andromeda XXI–XXVII entdeckt, weitere mittels SDSS und Pan-STARRS. Seit dem Jahr 2013 sind 40 kleinere Galaxien bekannt, die M31 umgeben. Bei fast allen diesen Galaxien ist die gravitative Bindung an die erheblich schwerere Andromedagalaxie nachgewiesen. An einer Auswahl von 27 Galaxien wurde überwiegend anhand des „Tip of the Red Giant Branch“ festgestellt, dass 13 in einer Entfernung von 67 bis 134 kpc, 10 in 134 bis 268 kpc und 4 in 268 bis 482 kpc lagen. Die meisten Satellitengalaxien von M31 sind kugelförmig oder irregulär geformt. Viele befinden sich in einer Ebene und sind deshalb möglicherweise die Überreste einer weit zurückliegenden Verschmelzung von M31 mit einer anderen Galaxie.

### Eigenbewegung
Die Bewegung der Andromedagalaxie in Bezug auf die Milchstraße untersuchten Jaan Einasto und Donald Lynden-Bell im Jahr 1982; sie ermittelten eine Radialgeschwindigkeit in Richtung des Zentrums der Milchstraße von 123 km/s und eine Transversalgeschwindigkeit von 60 km/s. Dieser Wert der Radialgeschwindigkeit stimmte mit dem Ergebnis von John N. Bahcall und Scott Tremaine aus dem Jahr zuvor überein, und neuere Untersuchungen zeigen, dass die Andromedagalaxie sich dem Milchstraßenzentrum mit einer Radialgeschwindigkeit von etwa 114 km/s nähert. Dieser Wert unterscheidet sich von der heliozentrischen Radialgeschwindigkeit, d. h. der Geschwindigkeit, mit der sich M31 auf die Sonne zubewegt. Da die Sonne ihrerseits um das galaktische Zentrum der Milchstraße kreist und sich dabei derzeit auf M31 zubewegt, besitzt die heliozentrische Radialgeschwindigkeit von M31 mit etwa 300 km/s einen deutlich höheren Betrag.
Die Transversalgeschwindigkeit von M31 konnte im Jahr 2012 erstmals anhand von präzisen Sternfeld-Untersuchungen innerhalb der Galaxie mit dem Hubble-Weltraumteleskop gemessen werden. Die Messungen ergeben eine Transversalgeschwindigkeit von 17 km/s und bestätigen damit zwischenzeitliche Schätzungen, dass diese 20 km/s nicht wesentlich übersteigt. Zudem ergab sich eine etwas kleinere Radialgeschwindigkeit von 109 km/s. Untersuchungen der Satellitengalaxien von M31 aus dem Jahr 2016 deuten hingegen auf eine höhere Transversalgeschwindigkeit von 150 km/s hin; Messungen mit dem Astrometriesatelliten Gaia liegen etwas darunter.  Nach der Entdeckung von H2O-Masern im Jahr 2011 scheint eine genauere Messung der Eigenbewegung, wie dies bereits im Fall des Dreiecksnebels gelang, in naher Zukunft möglich zu sein.
Computersimulationen lassen erwarten, dass die Andromedagalaxie in 4 bis 10 Milliarden Jahren mit der Milchstraße kollidieren wird und beide zu einer elliptischen Galaxie oder, durch eine besondere Form der Wechselwirkung von Galaxien, zu einer Polarring-Galaxie verschmelzen werden.

### Masse und Rotation
- Diagrammdaten:
- Definition |
- Hilfe

Eine erste Bestimmung der Masse der Andromedagalaxie führte Ernst Öpik zusammen mit der Entfernungsbestimmung im Jahr 1922 durch. Er überlegte, dass die Sterne durch die von der Masse hervorgerufene Gravitation auf kreisförmige Umlaufbahnen um das Zentrum gelenkt werden. Für diese Umlaufbahn ergibt sich die Masse unmittelbar aus Umlaufgeschwindigkeit und Durchmesser: Mit einer von Francis G. Pease zuvor spektroskopisch gemessenen Umlauf- bzw. Rotationsgeschwindigkeit mussten sich nahe dem Zentrum 1,8 Milliarden Sonnenmassen (M☉) befinden, hochgerechnet auf die gesamte Galaxie ergeben sich 4,5 Milliarden M☉. Einen ähnlichen Wert berechnete auch Edwin Hubble unter Berücksichtigung seiner Entfernungsbestimmung. Rund 10 Jahre später dehnten Horace Babcock sowie Arthur Bambridge Wyse und Nicholas Mayall diese Methode auf einen wesentlich größeren Bereich mit 3,2° Durchmesser aus, und bestimmten so unter Vermeidung der Hochrechnung eine deutlich höhere Masse von rund 1.0e11 M☉. Mit der durch Baade berichtigten Entfernung von rund 2,3 Millionen Lichtjahren errechnete Maarten Schmidt im Jahr 1957 dann eine Masse von 3.4e11 M☉, 94 % davon innerhalb eines Radius von 44 kpc.
Während Öpik ein konstantes Massendichte-Leuchtkraftdichte-Verhältnis für seine Hochrechnung voraussetzte und Schmidt dieses als mit seinen Beobachtungen vereinbar ansah, gelangten Babcock, Wyse und Mayall zu einem anderen Ergebnis. Sie folgerten aus der Rotationskurve, die für größere Distanzen einen nahezu horizontalen Verlauf hat, dass ein Großteil der Masse in diesem Bereich vorhanden sein muss. Ein Vergleich mit dem im Außenbereich abnehmenden Helligkeitsverlauf zeigte ein dort deutlich zunehmendes Massendichte-Leuchtkraftdichte-Verhältnis. Sie überlegten, ob Absorption, eine neue Dynamik oder eine wenig leuchtende Materieart die Ursache sei. Vera C. Rubin und Kent Ford bestätigten im Jahr 1970 das Phänomen und fanden es in der Folgezeit bei einer Reihe von Spiralgalaxien; Rubin sah das als Evidenz für Dunkle Materie in den Außenbereichen der Spiralgalaxien.
Nachdem Anfang der 1950er Jahre erstmals Radioemissionen von M31 entdeckt worden waren, führte man bald darauf die Massebestimmung auch anhand von Rotationskurven an der HI-Linie umlaufender neutraler Wasserstoffwolken durch. Diese Untersuchungen ergaben eine etwas höhere Masse im Bereich bis zu 30 kpc von 2.5e11 M☉. Spätere Untersuchungen zeigten, dass sich auch die Spiralstruktur in der HI-Emission feststellen lässt, und unter deren Berücksichtigung keine zusätzliche, nichtleuchtende Masse bis zu einem Radius von 28 kpc erforderlich ist. Für einen größeren Radius von 159 kpc um das Zentrum der Andromedagalaxie ergibt sich extrapoliert eine Masse 10e11 M☉ oder, noch weiter gefasst, 13e11 M☉. Die Autoren einer dieser Studien sehen den Kenntnisstand sowohl im Einklang mit postulierter Dunkler Materie, alternativ auch in Übereinstimmung mit einer modifizierten newtonschen Dynamik.
Bereits im Jahr 1936 überlegte Edwin Hubble, dass für die Mitglieder der Lokalen Gruppe eine Massenbestimmung aus den einzelnen, leicht zu bestimmenden Radialgeschwindigkeiten ableitbar ist. Zwei verschiedene derartige Methoden wurden in Untersuchungen um das Jahr 1980 verglichen. Die Methoden lieferten unterschiedliche Größenordnungen, 1 … 2e11 M☉ unter der Anwendung des Virialsatzes und 13e11 M☉, was erheblich besser mit extrapolierten Messungen an HI-Gebieten übereinstimmt. Die Bewegung zwischenzeitlich gefundener Andromeda-Satellitengalaxien sowie im Außenbereich der Andromedagalaxie liegende Kugelsternhaufen und planetarische Nebel wurden im Jahr 2000 zur Massenbestimmung des Halos der Galaxie herangezogen, womit sich eine Gesamtmasse von 12e11 M☉ bei einer Skalenlänge von nun 90 kpc ergab. Auch zur Erklärung der in dieser Zeit entdeckten Sternströme um die Andromedagalaxie ist eine Masse von 7.5e11 M☉, nach neueren Untersuchungen von 21e11 M☉, erforderlich. Eine jüngere Vermessung im äußeren Halo befindlicher Kugelsternhaufen liefert mit 12 … 16e11 M☉ ähnliche Resultate. Die im Jahr 2017 abgeschlossenen Untersuchungen der dreidimensionalen Bewegung der Andromedagalaxie und des Dreiecksnebels mithilfe des Hubble-Weltraumteleskops ergaben eine Masse von 14e11 M☉ mit einer Unsicherheit von etwa einem Faktor 2. In einer im Jahr 2018 verfassten Studie wird eine Masse von 8e11 M☉ aus der Untersuchung der Fluchtgeschwindigkeit ermittelt. Weiterhin gibt sie einen Überblick über eine Vielzahl vorangegangener Untersuchungen und dass sich alle deren Ergebnisse für die Masse der Andromedagalaxie zwischen 7e11 M☉ und 25e11 M☉ bewegen.

### Halo

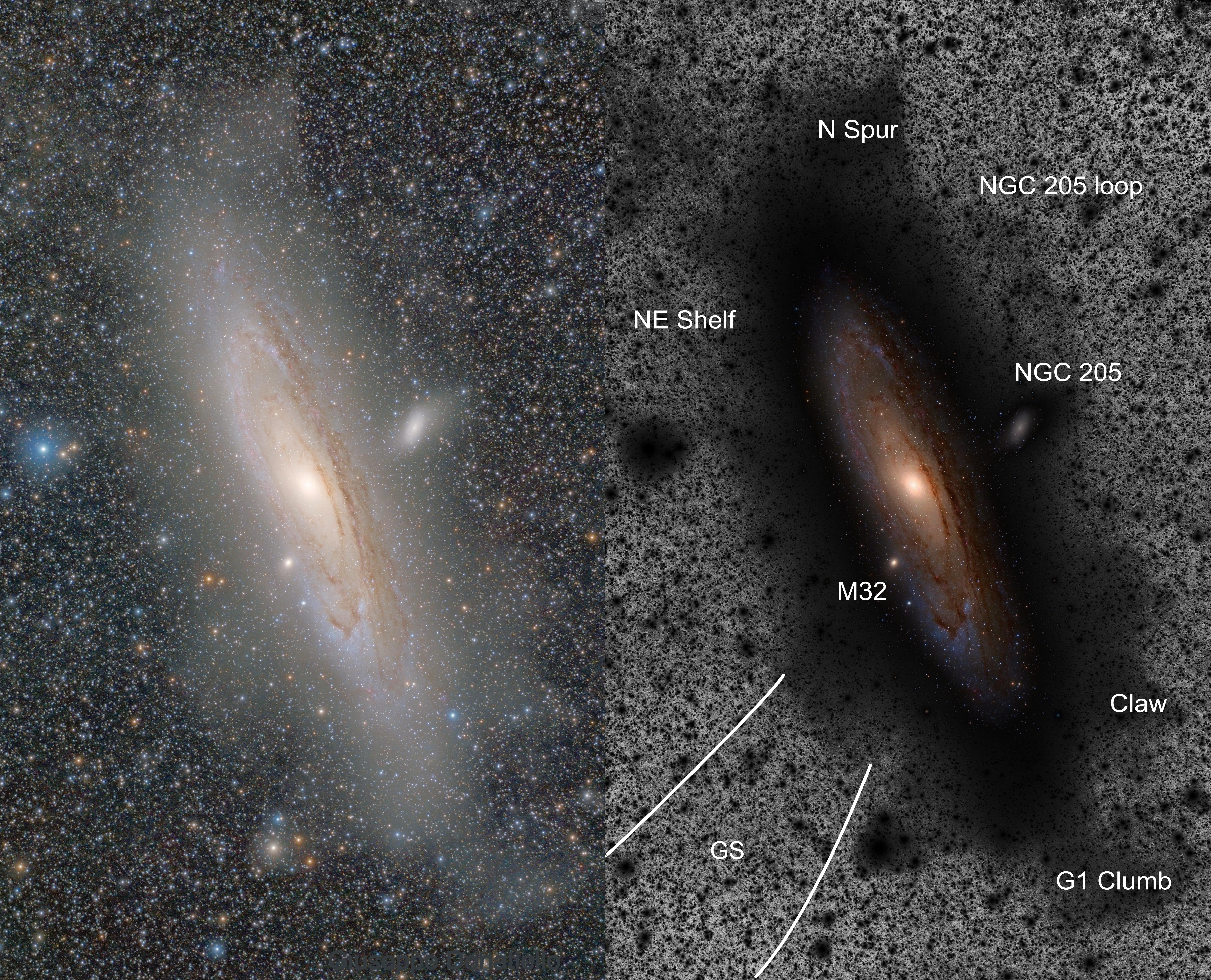
Langbelichtete Aufnahme von M31, rechts teilweise invertiert, zur Verdeutlichung der Struktur des Halos: Nomenklatur der Sternströme und Kontour des „Giant Stellar Streams“ (GS)

Den Helligkeitsverlauf der Andromedagalaxie kartographierte Gerard de Vaucouleurs Ende der 1950er Jahre und stellte dabei eine überlagerte sphärische Komponente fest, die die Galaxie überspannt. Diese Komponente folgte dem von de Vaucouleurs zuvor gefundenen Profil von elliptischen Galaxien, bei dem die Magnitude der Flächenhelligkeit reziprok zur vierten Potenz des Abstandes vom Zentrum (B ~ 1∕r4) abnimmt. Sie dominiert die Helligkeit der Galaxie nahe dem Zentrum und, wenn man ihren Verlauf extrapoliert, in einer Entfernung von über 3°, einem Bereich, in dem Walter Baade bereits Sterne der Andromedagalaxie gefunden hatte. Weitere Untersuchungen bestätigen diese Komponente bis zu einer Entfernung von etwa 20 kpc und bezeichnen sie als Halo.
Im Jahr 2005 wurde mit Hilfe des 10 Meter durchmessenden Keck-Teleskops eine darüber hinausgehende Struktur entdeckt. Während die zuvor bekannte Komponente aus Sternen hoher Metallizität besteht, wird die ausgedehntere Struktur von Sternen geringerer Metallizität gebildet. Ihr Helligkeitsverlauf fällt reziprok zu r2,3 mit der Entfernung ab (B ~ 1∕r2,3).
Selbst in einem Abstand von 175 kpc (über 500.000 Lichtjahren) vom Zentrum konnten durch spektroskopische Zuordnung von einzelnen Roten Riesen noch Sterne der Galaxie nachgewiesen werden. Im Jahr 2001 wurde zudem ein großer Sternstrom im Halo der Andromedagalaxie entdeckt, der in der Literatur als „Giant Stellar Stream“ bezeichnet wird. Ein weiterer wurde später auch im nordwestlichen Bereich der Galaxie gefunden, der sich über 100 kpc ausdehnt.
Bis zu einer Entfernung von beinahe 300 kpc vom Zentrum, dem Virialradius, sind die ionisierten Elemente Silizium und Kohlenstoff nachweisbar und lassen in diesem Gebiet insgesamt eine Masse von 1e10 M☉ an Gas vermuten. Diese Entdeckung gelang, indem mithilfe des Hubble-Weltraumteleskops und des Far Ultraviolet Spectroscopic Explorer die charakteristische Absorption dieser Elemente im Ultraviolettspektrum des Lichts dahinterliegender Quasare festgestellt wurde. Weitere Indizien können aus kleineren Satellitengalaxien gewonnen werden, die erst ab einer Entfernung von 270 kpc eine Signatur von eingebettetem Wasserstoff aufweisen. Bei Satellitengalaxien mit geringeren Entfernungen könnte der Wasserstoff durch Wechselwirkung mit dem im Halo von M31 enthaltenen Gas abgezogen worden sein.
Ob sich Dunkle Materie im Halo der Andromedagalaxie oder der Milchstraße durch MACHO manifestiert, wurde über den Mikrolinseneffekt seit den 1990er Jahren untersucht. Viele Observatorien versuchten, diesen Effekt zu beobachten, unter anderem mit dem Mayall Telescope, dem Isaac Newton Telescope, dem Télescope Bernard Lyot, dem Himalayan Chandra Telescope, dem Vatican Advanced Technology Telescope, dem Pan-STARRS und dem Cassini-Teleskop in Loiano. Die Resultate bis zum Jahr 2015 deuten darauf hin, dass wahrscheinlich weniger als 30 % der Masse des Halos aus MACHOs besteht. Insbesondere die Annahme Primordialer Schwarzer Löcher als wesentlicher Bestandteil konnten mithilfe der Hyper-SuprimeCam des Subaru-Teleskops untersucht und widerlegt werden.

### Staub- und Gasstruktur

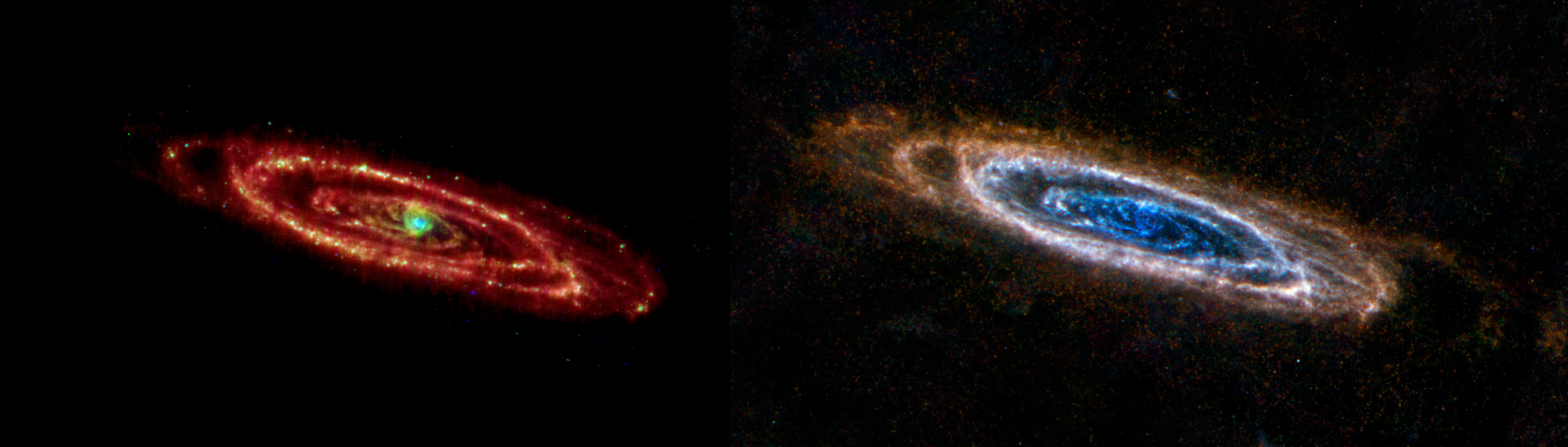
Infrarotemission von M31. Links: Der Wellenlängenbereich 24–160 µm aufgenommen mittels des Spitzer-Weltraumteleskops; die zentrumnahe, 1–1,5 kpc große Ringstruktur erscheint aufgrund ihrer höheren Temperatur in dieser Abbildung blaugrün. Rechts: Der Wellenlängenbereich 250–500 µm aufgenommen mithilfe des Herschel-Weltraumteleskops; der „10-kpc-Ring“ ist in dieser Darstellung weißlich, der gut erkennbare weiter außen liegende Staub aufgrund der geringeren Temperatur bräunlich.

Arthur Stanley Eddington wies im Jahr 1914 auf die dunklen Bänder hin, die Spiralnebel durchziehen, und interpretierte sie als absorbierende Materie in den Nebeln. Edwin Hubble erkannte bald darauf, dass es sich dabei nur um Staub, vielleicht gepaart mit Gas, handeln kann. Erste direkte Beobachtungen des nur im Infraroten leuchtenden kalten Staubs und darauf aufbauende quantitative Auswertungen gelangen Anfang der 1980er Jahre durch Überwindung der störenden Atmosphäre mithilfe des Infrared Astronomical Satellite. Damit wurde M31 im Jahr 1984 im Wellenlängenbereich von 12–100 µm untersucht, woraus eine Staubmasse von 3000 M☉ errechnet wurde. Nachfolgende Beobachtungen mithilfe des Infrared Space Observatory im Jahr 1998 ergaben eine Staubmasse von 3e7 M☉, überwiegend mit einer Temperatur von 16 Kelvin in einem Ring mit einem Radius von 10 bis 12 kpc und einem schwächeren in 14 kpc um das Zentrum; nahe dem Zentrum hat der Staub eine Temperatur von 28 Kelvin. Die Analysen mithilfe des Infrared Space Observatorys wurden anhand genauerer Abbildungen im Jahr 2006 unter Verwendung des Spitzer-Weltraumteleskops und im Jahr 2012, erweitert auf 500 µm Wellenlänge mithilfe des Herschel-Weltraumteleskops, weitgehend bestätigt. Es zeigte sich, dass die Galaxie 5.8e7 M☉ Masse an Staub aufweist, von denen 78 % in den zwei Ringen enthalten sind.
Die Aufnahme des Spitzer-Weltraumteleskops zeigt einen Ring nahe dem Zentrum mit einem Durchmesser von 1–1,5 kpc, der etwa 0,5 kpc dezentriert ist.
Es fand sich zudem ein weiterer Staubring im Radius von 5,6 kpc, die Ausdehnung des „10-kpc-Rings“ wurde bis auf einen Radius von 11,2 kpc beziffert, und eine überlagerte Spiralstruktur wurde festgestellt. Der Staub setzt sich zu 75 % aus Silicaten und Siliciumdioxid und zu 25 % aus kohlenstoffhaltigen Verbindungen zusammen. Polycyclische aromatische Kohlenwasserstoffe haben darin einen Anteil von 4 %. Die höhere Temperatur des Staubes im Zentrum entsteht durch die intensivere Strahlung der dort dichter auftretenden Sterne.
Erste Untersuchungen der Masse von nicht ionisiertem Wasserstoff (HI) aus den 1950er Jahren ergaben 4e9 M☉, und seine Verteilung zeigt einen ausgeprägten Ring in einem Radius von 10–12 kpc um das Zentrum von M31. Nach neueren Untersuchungen beträgt sie mit 5.4e9 M☉ etwa das 100-fache der Staubmasse. Bei diesen Untersuchungen stellte man die Spiralstruktur auch in der HI-Emission fest und es zeigte sich eine verformte Scheibenstruktur der Galaxie.
Angeregter Wasserstoff wurde anhand der Hα-Linie im Jahr 1994 kartographiert. Es zeigte sich eine starke Übereinstimmung mit der Strahlung im fernen Infrarot, insbesondere Bereiche des 10-kpc-Rings treten prominent hervor und deuten dort auf H-II-Gebiete der Sternentstehung hin.
Mit Hilfe eines indirekten Nachweises über eine Emission des in Spuren vorhandenen Kohlenmonoxid (CO) konnte man ermitteln, dass weniger als 10 % des Wasserstoffs H2-Moleküle gebildet hat, 3.6e8 M☉ innerhalb eines Radius von 18 kpc. Dabei zeigte sich auch, dass die molekularen Gase viel deutlicher als der atomare Wasserstoff den ring- oder spiralförmigen Staubstrukturen folgen. Mit dieser Methode konnte zudem eine rotierende Gasscheibe im Zentralgebiet mit einem Durchmesser von 1–1,5 kpc beobachtet werden, die gegenüber der übrigen galaktischen Scheibe gekippt ist.
Südlich der Galaxie befindet sich neben dem Stern v Andromedae der 2022 entdeckte und bläulich schimmernde Plasmabogen eines Emissionsnebels, der fast halb so groß wie die Galaxie ist und als Strottner-Drechsler-Sainty Object 1 (SDSO-1) bezeichnet wird. Das Licht des Plasmas ist das Rekombinationsleuchten von doppelt ionisierten Sauerstoff-Atomen (O III). Die Art und Herkunft des Nebels ist noch nicht geklärt, und es könnte sich um einen alten planetarischen Nebel, die Reste einer Supernova sowie eine Gasstruktur unserer Milchstraße oder auch ein Bestandteil des Halos der Galaxie sein.

### Magnetfelder

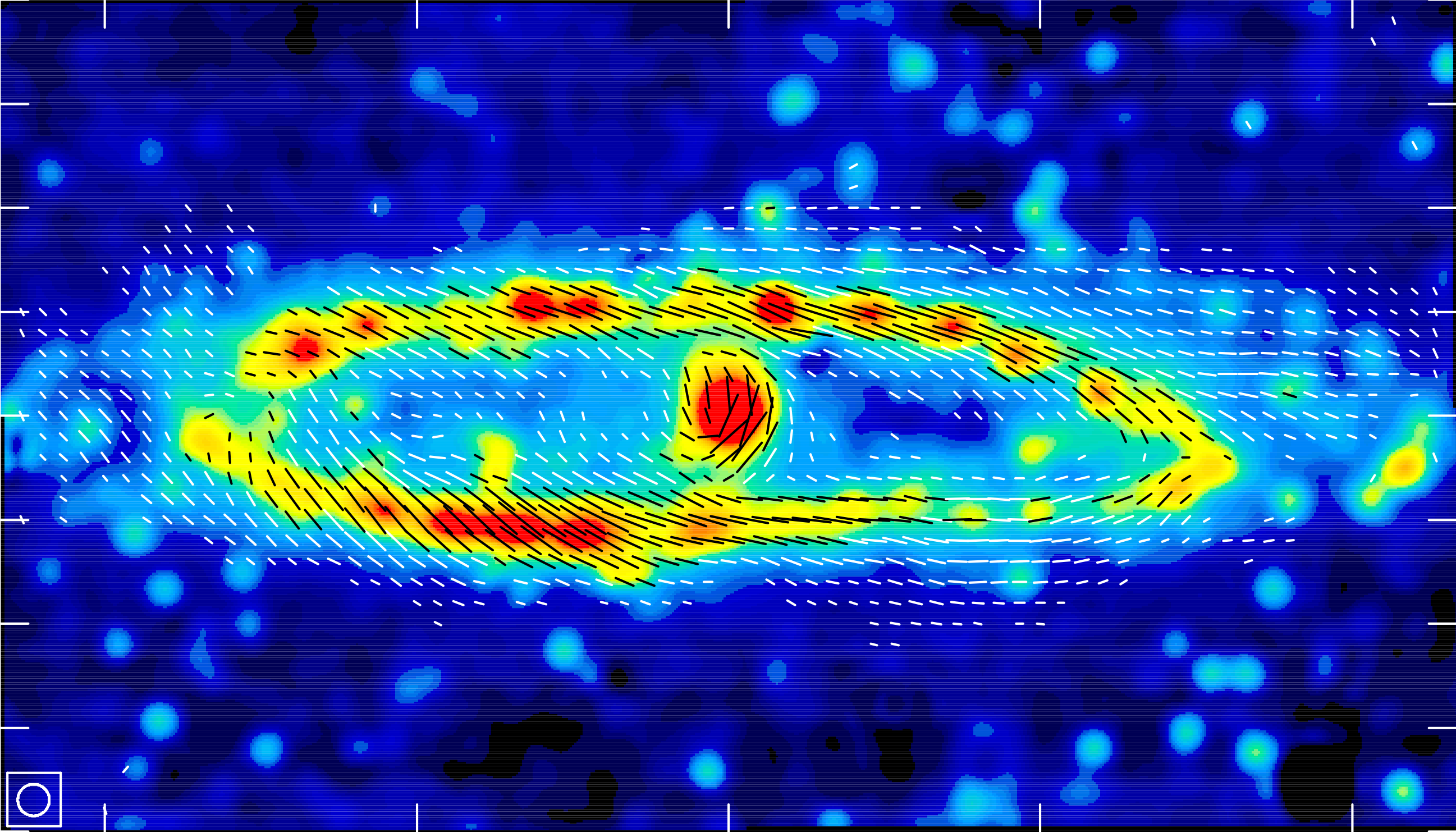
M31 aufgenommen mit Hilfe des Radioteleskops Effelsberg bei 6,2 cm Wellenlänge: Zentralgebiet und „10-kpc-Ring“ treten hervor. Das aus der linearen Polarisation ermittelte Magnetfeld ist überlagert dargestellt, wobei die Orientierungen durch die Faraday-Rotation der Milchstraße systematisch um etwa 20° gedreht sind.

Linear polarisiertes Licht aus Bereichen von M31 wurde im Jahr 1942 entdeckt. Untersuchungen mithilfe des 300-foot-Radio-Telescope und des One-Mile Telescope ergaben in den 1960er Jahren Hinweise auf galaxieweite Magnetfelder. Durch eine Beobachtung von linearer Polarisation auch im Radiobereich konnten diese Magnetfelder mit dem Westerbork Synthesis Radio Telescope,
dem 100-m-Radioteleskop Effelsberg und dem Very Large Array nachgewiesen werden: Als einzige plausible Ursache der Polarisation blieb eine Synchrotronstrahlung, die von nahezu lichtschnellen Elektronen im Magnetfeld hervorgerufen wird. Das gesamte Magnetfeld hat eine mittlere Stärke von etwa 5e-10 Tesla, wovon etwa 3e-10 Tesla geordnet sind. Die Entstehung kann durch einen Dynamoeffekt in der galaktischen Scheibe beschrieben werden.
Weitere Untersuchungen folgten im Frequenzbereich von 350 bis 8400 MHz.
Die Magnetfeldrichtung folgt ungefähr der Richtung des „10-kpc-Rings“. Ein anderes Magnetfeld tritt jedoch bis zu einem Abstand von 0,5 kpc vom Zentrum auf, mit einer unterschiedlich gerichteten Radialkomponente und Orientierung, und bestätigt die dortige separate, anders orientierte rotierende Gasscheibe.

### Sterne
Edwin Hubble erkannte in den 1920er Jahren, dass das Erscheinungsbild fast aller Galaxien durch wenige Typen klassifiziert werden kann, und hat dabei die Andromedagalaxie als balkenlose Spiralgalaxie mit einem markanten Zentralbereich typisiert, mit „Sb“ bezeichnet. Im Jahr 1942 gelang es Walter Baade mithilfe des größten damals verfügbaren Teleskops, des Hooker-Teleskops mit einem 250-cm-Spiegel, erstmals einzelne Sterne auf Fotografien des Zentralbereichs der Andromedagalaxie zu erkennen. Dabei zeigte sich, dass die Sterne von Spiralgalaxien aus zwei unterschiedlichen Populationen gebildet sind, im Unterschied zu den elliptischen Satellitengalaxien. Julius Scheiner hatte zuvor schon festgestellt, dass sich die Spektren der Sterne im Zentrum und im Randbereich unterscheiden.
Die Masse der Sterne bis zu einer Entfernung von 30 kpc vom Zentrum beträgt 10.3e10 M☉, Forscher vermuten insgesamt eine Billion Sterne. Sie verteilen sich auf verschiedene Komponenten:
- sphärischer Bulge, 23 %,
- Scheibe, 73 %, und
- Halo, 4 %,

wobei überlagert auch eine kasten-/erdnussförmige Bulge- oder eine Balkenstruktur angenommen werden kann. Die Sterne im sphärischen Bulge bewegen sich zufällig, ihre logarithmierte Flächenhelligkeit fällt im Bereich 0,2–20 kpc reziprok zur 4. Potenz des Abstandes zum Zentrum ab, sodass ab etwa 1,2…2 kpc die Helligkeit der Scheibe überwiegt.
Die Scheibe weist die den Typus der Galaxie prägende Spiralstruktur auf. Diese Struktur wurde im Jahr 1926 anhand einer Streckung einer Aufnahme von M31, wie sie einer Draufsicht entspricht, von John H. Reynolds verdeutlicht und näher untersucht,
in den 1960er Jahren von Walter Baade tabelliert und von Halton Arp weiter analysiert. Baade notierte die von ihm erkannten Spiralarme anhand ihres Durchgangs an dem südlichen und nördlichem Abschnitt der Hauptachse; Arp belegte den Verlauf der durch Sterne gebildeten Spiralarme anhand von mit den Sternen einhergehenden Emissionsnebeln und approximierte den Verlauf der Arme durch logarithmische Spiralen. Die Spiralstruktur wurde in der Folgezeit auch im Infraroten entdeckt, als Ring-Spiral-Mischform interpretiert und modelliert: Die beobachteten Spiralsegmente lassen sich nicht klassisch durch Dichtewellen erklären; vielmehr muss eine äußere Störung in Betracht gezogen werden, zum Beispiel eine Interaktion mit einer Satellitengalaxie.
| Gestreckte Abbildung | Arm    | Abstand  | Abstand  | Arm    | Abstand  | Abstand  |
| -------------------- | ------ | -------- | -------- | ------ | -------- | -------- |
|                      | N1     | 003,4′   | 00,7 kpc | S1     | 01,7′    | 00,4 kpc |
| N2                   | 008,0′ | 01,7 kpc | S2       | 10,5′  | 02,1 kpc |          |
| N3                   | 025,0′ | 05,3 kpc | S3       | 30,0′  | 06,3 kpc |          |
| N4                   | 050,0′ | 11,0 kpc | S4       | 47,0′  | 09,9 kpc |          |
| N5                   | 070,0′ | 15,0 kpc | S5       | 66,0′  | 14,0 kpc |          |
| N6                   | 091,0′ | 19,0 kpc | S6       | 95,0′  | 20,0 kpc |          |
| N7                   | 110,0′ | 23,0 kpc | S7       | 116,0′ | 24,0 kpc |          |

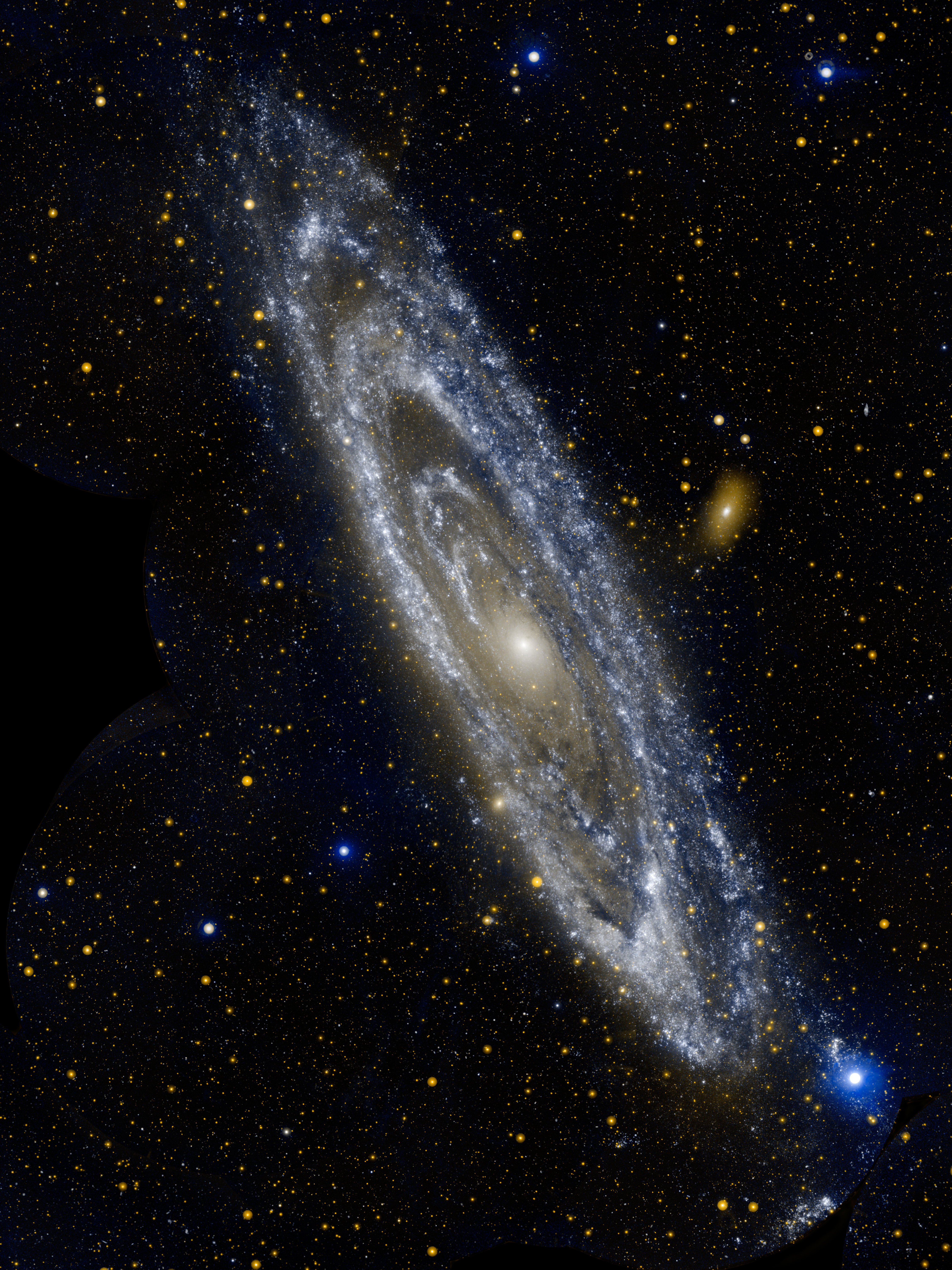
Aufnahme der ultravioletten Strahlung von M31 durch GALEX. Ringe mit heißen jungen massiven Sternen erscheinen blau-weiß. Dunkelblaue und graue Streifen deuten auf kalten Staub hin, in dem gerade Sterne entstehen. Das orange-weiße Zentrum weist auf überwiegend kältere alte Sterne hin.

Das Alter der Sterne wurde verschiedentlich untersucht. UV-Aufnahmen mittels GALEX zeigen, dass zwischen Bulge und 5-kpc-Ring in den letzten 500 Millionen Jahren nur minimale Sternentstehung stattgefunden hat. Eine spektroskopische Untersuchung mithilfe des Harlan-J.-Smith-Teleskops ergab, dass 80 % der Sterne im Bulge ein Alter zwischen 11 und 13 Milliarden Jahren und eine hohe Metallizität aufweisen, wobei die Metallizität im Balken abweicht. In der Scheibe befinden sich viele Sterne mit einem Alter von 3 bis 4 Milliarden Jahren, wobei der Außenbereich der Scheibe von Sternen mit einem Alter zwischen 4 und 8 Milliarden Jahren dominiert wird und auch Sterne mit einem Alter bis zu 13 Milliarden Jahren zu finden sind. Neuere Untersuchungen zeigen eine erhöhte Sternentstehung vor 2 Milliarden Jahren. Wie mithilfe des Hubble-Weltraumteleskops festgestellt wurde, findet die Sternentstehung gegenwärtig hauptsächlich in dem 10-kpc-Ring statt, der vor 400 Millionen Jahren entstanden ist. Die Sternentstehung in dem äußeren 15-kpc-Ring setzte vor 80 Millionen Jahren ein, während die Sternentstehung im inneren 5-kpc-Ring vor 200 Millionen Jahren ein Höhepunkt hatte und nun auch im Vergleich zu den anderen Ringen viel geringer ist.
Die Sternentstehung in M31 zeigt sich auch durch junge Sternassoziationen und offene Sternhaufen. Eine hervortretend große Sternassoziation ist NGC 206, die bereits im 18. Jahrhundert von William Herschel entdeckt und im Jahr 1929 von Hubble grob klassifiziert wurde. Sydney van den Bergh fand im Jahr 1964 mithilfe des Schmidt-Teleskops in Tautenburg 188 junge Sternassoziationen gebildet aus Sternen der Spektralklasse O und B und schloss, dass etwa alle 100.000 Jahre eine weitere in den Spiralarmsegmenten entsteht. Über 400 offene Sternhaufen zeigte eine systematische Untersuchung von Paul W. Hodge im Jahr 1979 mit dem Mayall Telescope. Sie weisen ein Alter von 1…100 Millionen Jahren auf befinden sich auf den Spiralarmsegmenten, besonders ausgeprägt bei 50′ und 68′, die den 10-kpc- und 15-kpc-Ring bilden.

### Kugelsternhaufen
Bereits Anfang der 1930er Jahre erkannte Edwin Hubble, dass 140 hervortretende Objekte in der Andromedagalaxie wahrscheinlich Kugelsternhaufen sind, wenngleich sie sich in ihrer Leuchtkraft stärker unterschieden und für die von ihm angenommene Entfernung etwa 0,8–2,0 mag zu lichtschwach waren. Eine kurz darauf von Milton Lasell Humason exemplarisch durchgeführte Spektroskopie stützte diese Klassifizierung. Walter Baade entdeckte in der Folgezeit rund 100 weitere Kugelsternhaufen, die im Jahr 1945 publiziert wurden. Dabei wurde wiederum eine verminderte Helligkeit mit diesmal 2,5 mag festgestellt, die Baade dann rund 10 Jahre später durch eine berichtigte Entfernung auflösen konnte. Eine Vielzahl weiterer Kandidaten wurde in den 1980er Jahren mithilfe automatisierter Durchmusterungen nach typischem Erscheinungsbild oder Spektrum ermittelt. Hierbei wurde die stärkere Streuung der Leuchtkraft im Vergleich zu den Kugelsternhaufen der Milchstraße bestätigt. Seit Anfang des 21. Jahrhunderts sind unter Nutzung des Hubble-Weltraumteleskops über 250 Kugelsternhaufen nachgewiesen, womit insgesamt etwa 460 Kugelsternhaufen in der Andromedagalaxie vermutet werden.
Von ihnen ist Mayall II nicht nur der größte seiner Galaxie, sondern der gesamten Lokalen Gruppe.
Im Jahr 2005 wurden in der Andromedagalaxie drei Sternhaufen eines gänzlich neuen Typs entdeckt. Bei einer vergleichbaren Anzahl an Sternen unterscheidet er sich von zuvor bekannten Kugelsternhaufen durch seine größere Ausdehnung und somit geringere Dichte.
In der Altersstruktur der Kugelhaufen unterscheidet sich die Andromedagalaxie grundlegend von der Milchstraße. Während die galaktischen Kugelsternhaufen eine geringe Altersdispersion aufweisen, gibt es in der Andromedagalaxie Kugelsternhaufen in zumindest drei Altersgruppen: zum einen solche, die so alt wie die Galaxie selbst sind, daneben auch deutlich jüngere mit einem Alter von wenigen hundert Millionen Jahren und schließlich eine kleine dritte Gruppe mit Kugelsternhaufen, deren Alter etwa 5 Milliarden Jahre beträgt. Die jungen Kugelsternhaufen befinden sich in den Sternentstehungsgebieten der galaktischen Scheibe, insbesondere im 10-kpc-Ring, während sich die alten im Halo befinden. Der entfernteste Kugelsternhaufen MGC1 weist einen Abstand von 200 kpc zum Zentrum auf, zugleich der höchste Abstand in der Lokalen Gruppe, wie im Jahr 2010 mithilfe eines der Gemini-Teleskope festgestellt wurde.

Sternströme und Bewegung von Kugelsternhaufen

Die Bewegung der Kugelsternhaufen im Halo wurde im Jahr 2019 eingehender analysiert. Die zuvor beobachtete Rotation der Kugelsternhaufen in Ausrichtung der Scheibe ergibt sich durch zwei überlagerte Untergruppen in den Kugelsternhaufen, die etwa senkrecht zueinander rotieren. Eine Untergruppe ist dabei zur Ebene der Satellitengalaxien ausgerichtet, die andere trägt Strukturen der Sternströme. Beide können als Relikt von jeweils einer Absorption einer anderen Galaxie erklärt werden.

### Zentralregion

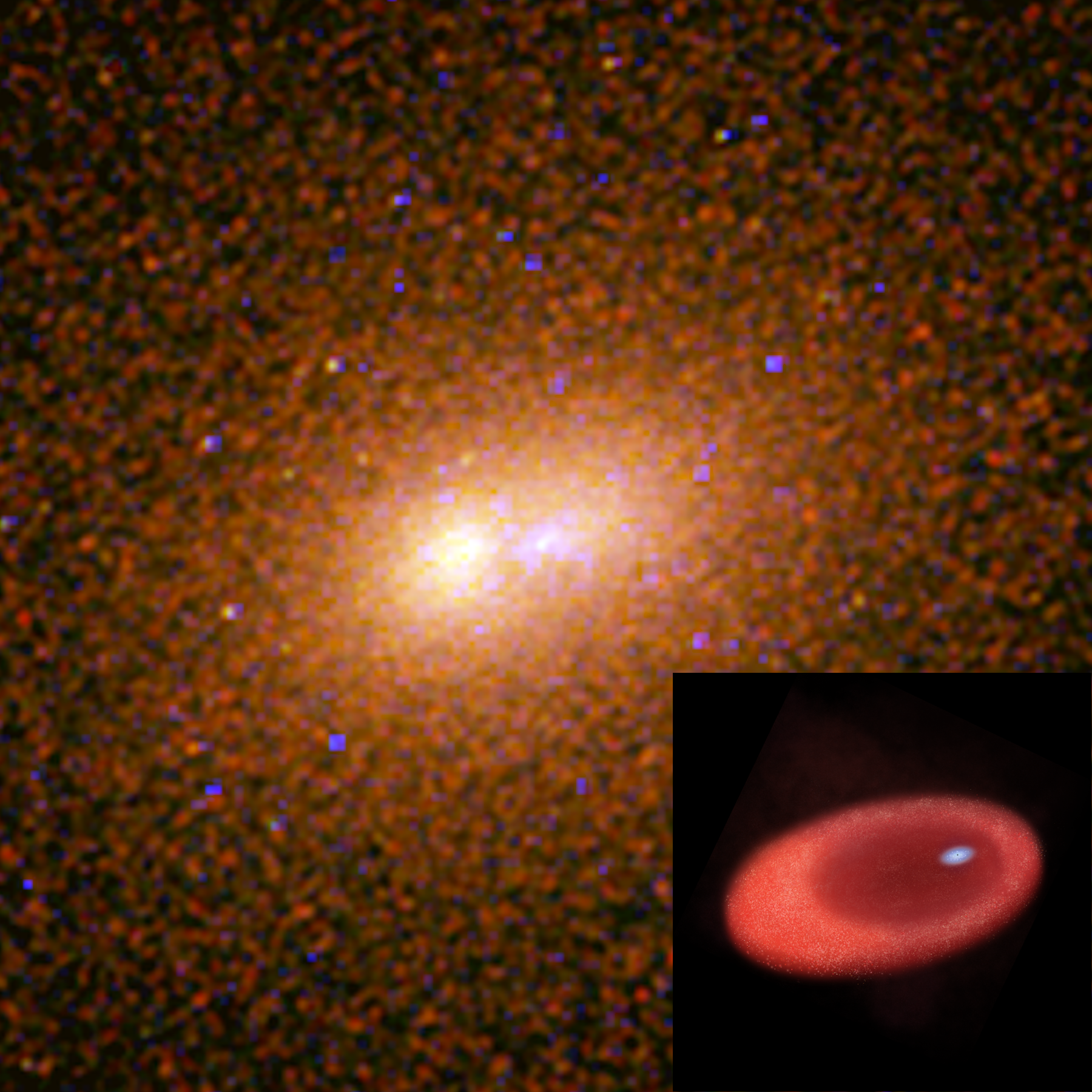
Aufnahme des Zentrums von M31 mithilfe des Hubble-Weltraumteleskops und Modell (unten rechts, gegenüber der Aufnahme vergrößert dargestellt) des Kerns, eine Scheibe aus eng um das Schwarze Loch umlaufenden blauen Sternen und elliptisch umlaufende rote Sterne

Röntgenquellen nahe dem Zentrum von M31, aufgenommen mit dem Chandra-Weltraumteleskop; vergrößert unten rechts: Alternierende Bilder des Zentrums aus dem Jahr 2006 und aus der Zeit zuvor, worin das supermassive Schwarze Loch 2006 aufleuchtet

Der markante Kern der Andromedagalaxie wurde ab Ende der 1950er Jahre eingehender untersucht. Er weist einen scheinbaren Durchmesser von etwa 5 Bogensekunden auf und ähnelt teilweise einem Kugelsternhaufen, jedoch mit hundertfach höherer Masse, zwanzigfach höherer Leuchtkraft, einer elliptischen Form und einem abweichenden Farbverlauf. Die Umlaufgeschwindigkeit der Sterne um den Mittelpunkt weist bei einem Radius von 2,2 Bogensekunden einen hohen Wert von 87 km/s auf, gefolgt von einem Minimum nahe Null bei etwa dem doppelten Radius. Erste hochaufgelöste Untersuchungen des Kerns, durchgeführt mit dem ballongetragenen Stratoscope II, zeigten Anfang der 1970er Jahre im gemessenen Helligkeitsverlauf keine Hinweise auf ein Schwarzes Loch. Spektroskopische Analysen der zentralen Sterngeschwindigkeiten aus dieser Zeit ergaben eine Masse des Kerns von 6e9 M☉ oder nach dem Virialsatz 1.8e8 M☉ und Berechnungen zeigten, dass ein supermassives Schwarzes Loch denkbar ist.
Hinweise auf ein Schwarzes Loch fanden sich in Untersuchungen Ende der 1980er Jahre. Erste Aufnahmen mit der hochauflösenden Kamera des Hubble-Weltraumteleskops zeigten, dass das Zentrum zwei Helligkeitsmaxima aufweist. Man dachte deshalb lange Zeit, die Andromedagalaxie besitze einen doppelten Kern, bestehend aus zwei supermassiven Schwarzen Löchern und ein paar Millionen dicht gepackter Sterne. Dabei wurde vermutet, dass eines der beiden Schwarzen Löcher aus einer früheren Kollision mit einer anderen Galaxie stamme. Neuere Daten des Hubble-Weltraumteleskops aus dem Jahr 2005 lassen allerdings nur den Schluss zu, dass der Kern aus einem Ring älterer roter und einem Ring jüngerer blauer Sterne besteht, die im Gravitationsfeld eines supermassiven Schwarzen Loches gefangen sind. Die Umlaufgeschwindigkeiten der Sterne erreichen 1700 km/s bei einem Abstand von 0,05 Bogensekunden beziehungsweise 0,19 Parsec, was sich nur durch ein Schwarzes Loch mit einer Masse von etwa 1.4e8 M☉ erklären lässt. Die nachfolgende Entdeckung einer das Zentrum umkreisenden Wasserstoffscheibe und Untersuchungen von deren Rotationsgeschwindigkeit anhand der Hα-Linie ergaben einen etwas geringeren Wert von 5e7 M☉. Mit angenommenen 100 Millionen Sonnenmassen ist das Schwarze Loch im Zentrum von Andromeda rund 24-mal so massereich wie das Schwarze Loch Sagittarius A* im galaktischen Zentrum der Milchstraße.
Weitere Eigenschaften der Zentralregion wurden durch Beobachtung in anderen Spektralbereichen ermittelt. Im nur außerhalb der Atmosphäre beobachtbaren Röntgenbereich wird die Andromedagalaxie seit Anfang der 1970er Jahre untersucht, beginnend mit dem Satelliten Uhuru. Im Zentrum der Galaxie sind eine Reihe von Strahlenquellen auszumachen, die seit dem Jahr 2000 mithilfe des Chandra-Weltraumteleskops separiert abgebildet werden können. Dabei handelt es sich vermutlich um diffuses heißes Gas, Kugelsternhaufen, Supernovaüberreste, Planetarische Nebel und Sterne, weiterhin auch Neutronensterne und Schwarze Löcher, die Begleitsternen Material entziehen. Auch das supermassive Schwarze Loch ist darauf zu erkennen, wobei es eine vergleichsweise geringe Leuchtstärke aufweist; ein Aufleuchten im Jahr 2006 und ein anschließender Rückgang auf ein erhöhtes Strahlungsniveau konnten in einer Studie aus dem Jahr 2011 noch nicht abschließend physikalisch erklärt werden. Unmittelbar um das Schwarze Loch fehlt das Gas der Gaswolke im Zentrum, wie eine Radiointerferometrie zeigte. Kombinierte Untersuchungen mit den Röntgenteleskopen XMM-Newton und Chandra legen nahe, dass das Schwarze Loch vor 500.000 Jahren einen aktiven Galaxienkern gebildet haben könnte.

### Interaktionen mit Satellitengalaxien
Die in den 1970er Jahren radioastronomisch gefundene Verformung der galaktischen Scheibe eröffnete erste Spekulationen, ob eine Interaktion mit einer Satellitengalaxie wie M33 eine Ursache hierfür sein könnte. Seit den 2000er Jahren wurden viele weitere Hinweise für eine Interaktion im Halo, in der Struktur der Scheibe, in der Sternentstehungshistorie sowie in den Orbits der Satellitengalaxien und Kugelsternhaufen gefunden, die zu einer Reihe von teilweise widersprüchlichen Thesen über den Ablauf und die beteiligten Galaxien geführt haben:
Die beobachtete Ringstruktur aus Gas und Staub lässt Rückschlüsse auf deren Entstehung zu: Der dezentrierte 1- bis 1,5-kpc-Ring und der 10-kpc-Ring könnten von einem 210 Millionen Jahre zurückliegenden Durchgang von M32 durch die Scheibe von M31 verursacht worden sein. Auch bei der gekippten Gasscheibe nahe dem Zentrum wird eine Interaktion mit M32 als Ursache vermutet.
Die Untersuchungen der Kugelsternhaufen weisen auf mehrere Interaktionen hin. So macht die Altersstruktur der Kugelsternhaufen wie auch die Altersstruktur der übrigen Sterne eine Interaktion vor 5 Milliarden Jahren plausibel; auch die einige hundert Millionen Jahre alten Kugelsternhaufen könnten durch eine Absorption einer Begleitgalaxie erklärt werden. Ferner weist eine Analyse der Umlaufbahnen auf zumindest zwei Ereignisse hin, eines mehrere Milliarden Jahre zurückliegend, sowie eines in der jüngeren Vergangenheit. Aufgrund eines beobachteten festen Massenanteils der Kugelsternhaufen in einer Galaxie kann anhand dem aus den jeweiligen Verschmelzungen verbliebenen Kugelsternhaufen auf die Massen der Vorgängergalaxien geschlossen werden, 1.9e11 M☉ und 1.5e11 M☉.
Auch der Helligkeitsverlauf des Bulge bzw. Halos nach einem De-Vaucouleurs- oder Sérsic-Profil weist auf eine Interaktion hin.
Der Sternstrom und weitere beobachtete Eigenschaften des Halo geben detailliert Aufschluss und deuten auf eine Kollision mit M32 vor 2 Milliarden Jahren oder einen dichten Vorbeiflug von M33 etwa zur gleichen Zeit hin. Es wurde auch überlegt, dass eine zuvor gefundene Verbindung aus Wasserstoff zwischen M33 und M31 aus diesem Ereignis resultieren könnte. Spätere Untersuchungen der Eigenbewegung von M33 mithilfe des Astrometriesatelliten Gaia sprechen jedoch gegen eine zurückliegende Annäherung an M31. Simulationsrechnungen deuten auch auf eine nur teilweise Übereinstimmung mit M32 als Ursache hin. Alternative Szenarien gehen von einer vollständigen Absorption einer anderen Galaxie mit 20 % der Masse der Andromedagalaxie vor 1,8 bis 3 Milliarden Jahren aus, nachdem sie sich vor 7 bis 10 Milliarden Jahren das erste Mal angenähert hatte.
Unter Annahme einer modifizierten newtonschen Dynamik ist auch ein dichter Vorbeiflug der Milchstraße an der Andromedagalaxie vor 7 bis 11 Milliarden Jahren plausibel. Bei diesem Ereignis könnten auch die meisten Zwerggalaxien entstanden sein, wie sich auch deren Anordnung daraus ergibt.

## Beobachtbarkeit
Die Andromedagalaxie ist in klaren, dunklen Nächten mit dem bloßen Auge von Standorten mit fehlender oder nur geringer Lichtverschmutzung als verschwommener, schwacher Lichtfleck („Nebel“) auszumachen. Man sieht dabei im Wesentlichen nur den helleren Zentralbereich von M31, das Zentrum ähnelt einem Stern 5. Magnitude. M31 lässt sich am besten im Herbst beobachten, die Kulmination für 10° Ost ist am 22. Oktober, 23 Uhr. Mit einem Fernglas 10 × 50 zeigt sich die Zentralregion umgeben von einem länglichen Bereich, mit einer scheinbaren Größe von 3,5° × 1°  – mehrfach größer als der Vollmond (rund 30′). Bei dunklem Landhimmel lassen sich so auch die markantesten Staubbänder erkennen. Die Strukturen treten mit Teleskopen größerer Apertur stärker hervor. Die Kugelsternhaufen in der Galaxie lassen sich in Teleskopen mit einer Apertur von mindestens 30 cm beobachten.
Aufnahmen mit Hilfe von empfindlichen Bildsensoren gelingen auch mit Amateurteleskopen oder auch mit Digitalkameras und Teleobjektiven bei Belichtungszeiten von mehreren Stunden. Unter Verwendung von schmalbandigen Filtern für die H-α-Linie können Emissionsnebel hervorgehoben werden. Auch die Beobachtung einzelner Sterne der Andromedagalaxie ist möglich und damit das Nachvollziehen der Entfernungsbestimmung durch Cepheiden.

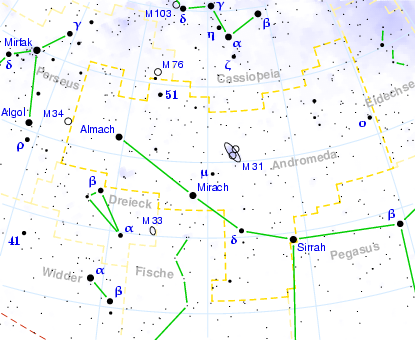
Lage der Andromedagalaxie im Sternbild Andromeda
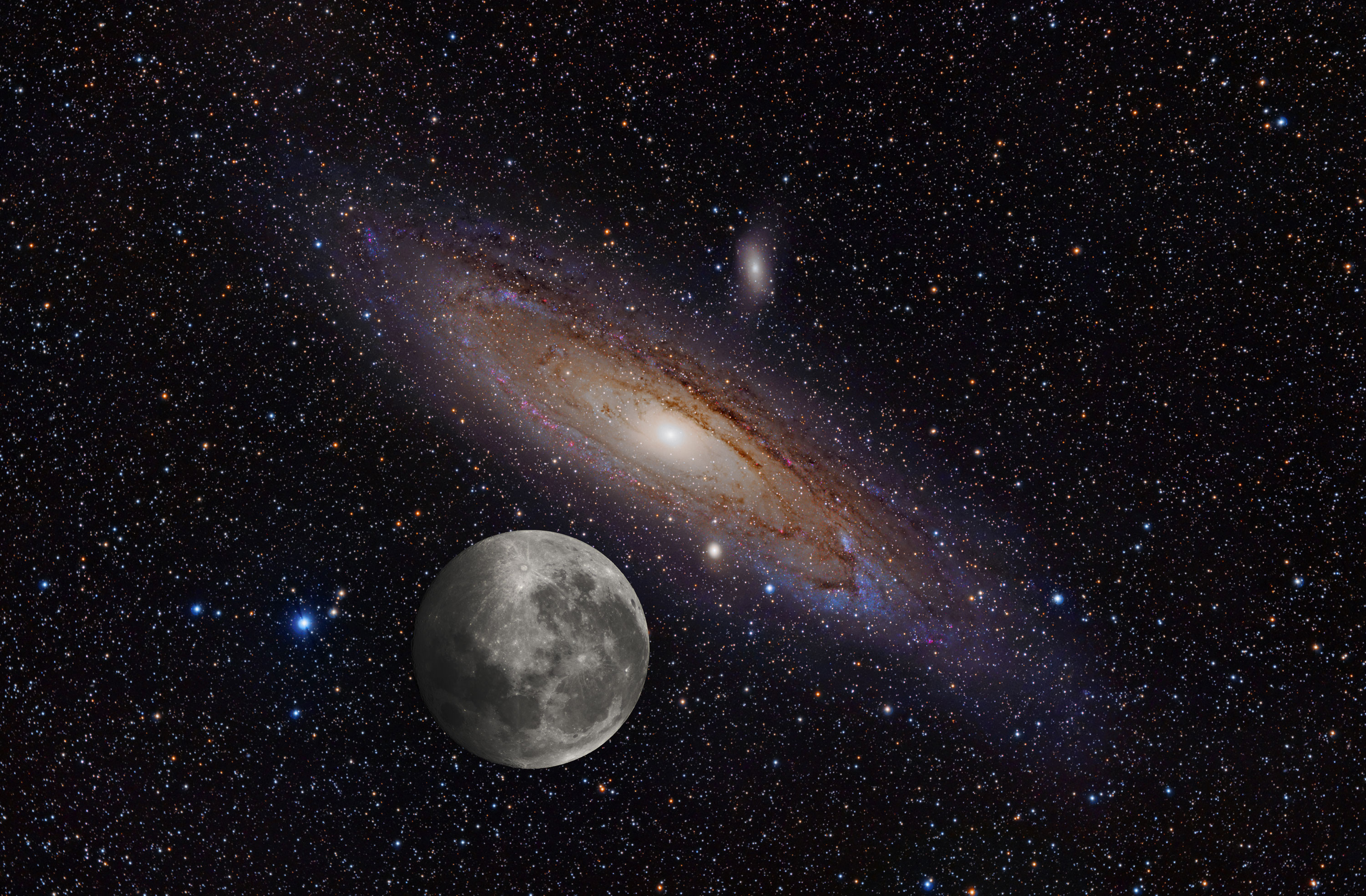
Amateuraufnahme mit Fotomontage zum Vergleich der scheinbaren Größe mit dem Mond

## Rezeption

### Populärwissenschaftlich

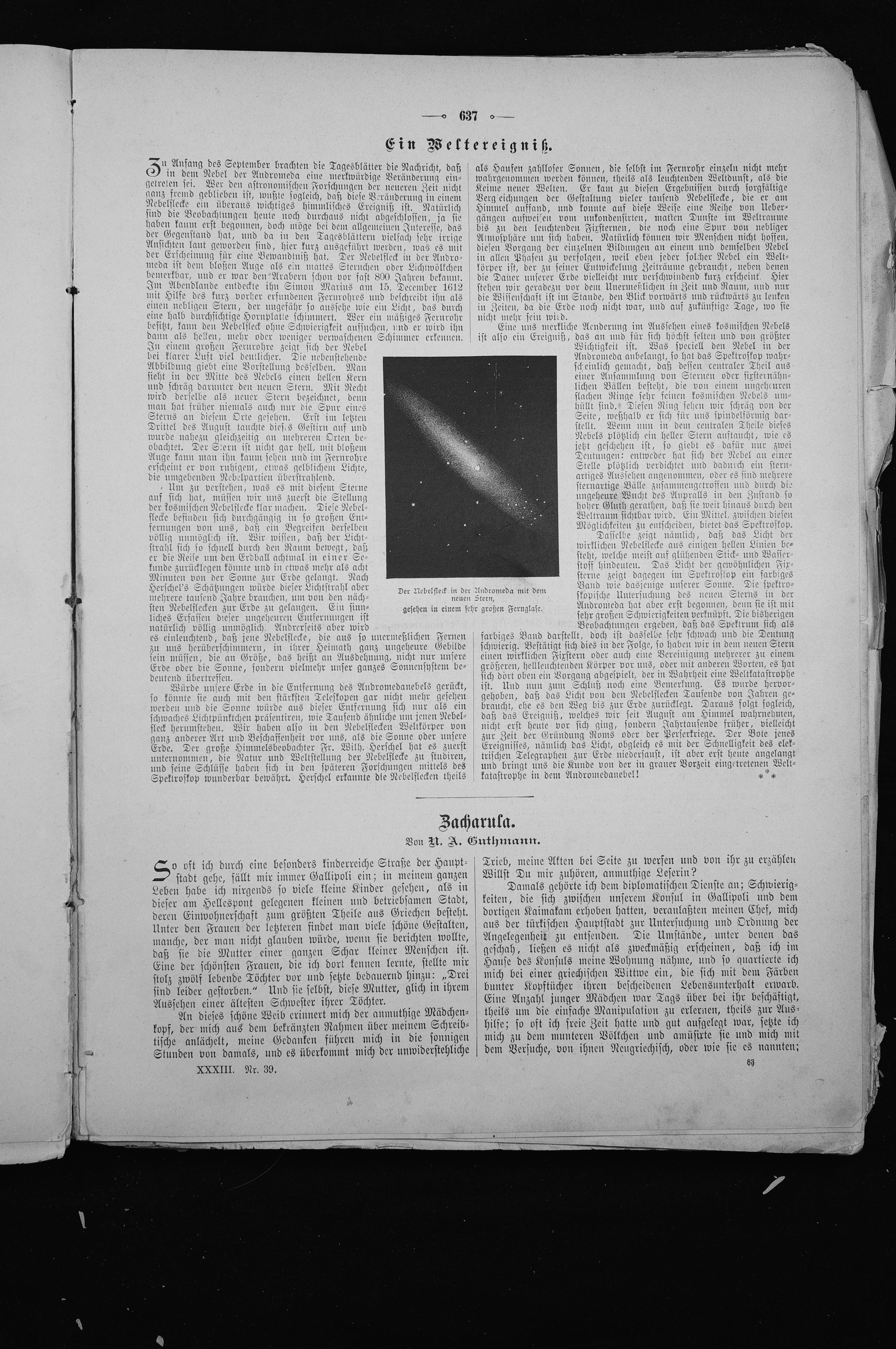
Die Gartenlaube, 1885

Ab Ende des 18. Jahrhunderts erörterten neben der Übersetzung von Herschels Schriften populärwissenschaftliche Bücher über Astronomie den Andromedanebel und beschrieben seine Erscheinung; auch Zeitungen beziehen sich auf ihn,
teilweise mit Skizzen.
In einem im Jahr 1820 erschienenen Band der Allgemeine Encyclopädie der Wissenschaften und Künste wird er als „berühmte[r] Nebelfleck, der sich durch kein Fernrohr in Sternchen auflösen läßt…“, im 1841 erschienenen Meyers großen Conversations-Lexicon für die gebildeten Stände als „bekannter Nebelfleck“ im Sternbild Andromeda beschrieben.
Detaillierte Darstellungen folgten. Die illustrierte Zeitschrift Die Gartenlaube titelte im Jahr 1885 über das zu dieser Zeit beobachtete sternartige Aufleuchten im Andromedanebel „Ein Weltereigniß“. Auch begannen Tageszeitungen wie die Allgemeine Zeitung häufiger über derartige Forschungsergebnisse teilweise umfangreich zu berichten, so auch über Spektroskopie und versuchte Parallaxenmessung; ebenso die in dieser Zeit aufkommenden populären wissenschaftlichen Zeitschriften: so hatte Otto Ule in der von ihm herausgegebenen Die Natur im Jahr 1868 über die spektroskopische Einordnung als Sternsystem berichtet. In Enzyklopädien wurde diese spektroskopische Zuordnung als Sternhaufen im Brockhaus’ Konversations-Lexikon aus dem Jahr 1896 beschrieben, eine umfangreiche Darstellung gab die im Jahr 1906 erschienene Auflage von Meyers Großes Konversations-Lexikon, zusammen mit einer halbseitigen Fotografie.
Ein im Jahr 1914 vom Kosmos-Verlag herausgegebenes populärwissenschaftliches Buch ging noch einen Schritt weiter und resümiert, dass der Andromedanebel „mit einer Wahrscheinlichkeit, die fast an Gewißheit grenzt“ ein „fernes Sternsystem [sei] und zwar von allen das unserer Milchstraße nach Bau, Entwicklungsstand und Form ähnlichste“.
Die Zeitschrift Aus Natur und Museum ergänzte im Jahr 1922 die Entfernung von „über eine Million Lichtjahre“, ähnlich auch Unsere Welt in den Jahren 1930, 1937 und, mit einer Erklärung zur Supernova 1885, im Jahr 1938. Das Brockhaus Handbuch des Wissens in 4 Bänden beschrieb den Andromedanebel im Jahr 1923 als spektroskopisch festgestellten stellaren Nebelfleck beziehungsweise Spiralnebel, „weit außerhalb unsres engern Sternensystems“ in einer Entfernung von über 300.000 Lichtjahren; Fünf Jahre später präzisiert Meyers Lexikon eine Entfernung von einer Million Lichtjahren unter Bezugnahme auf Untersuchungen von Heber D. Curtis und Edwin Hubble der Novae und Cepheiden, und dass „man in diesen [Spiral]nebeln außerhalb der Milchstraße gelegene selbständige Milchstraßensysteme erblickt“.
In einem den Andromedanebel thematisierenden Artikel der Kosmos-Reihe aus dem Jahr 1938 werden eine Gesamtmasse von 100 Milliarden Sonnenmassen sowie mit der Milchstraße übereinstimmende Bestandteile wie offene Sternhaufen, Kugelsternhaufen, wenngleich scheinbar etwas dunkler, Sternentstehungsgebiete und insbesondere Cepheiden genannt und in einer Aufnahme der Andromedagalaxie aufgezeigt; in einem weiteren im Jahr 1951 werden zudem die Massenbestimmung aus der Rotationskurve und die von Walter Baade unterschiedenen Sternpopulationen vorgestellt. Die Wochenzeitung Die Zeit berichtet im Jahr 1953 über Baades Entdeckung unterschiedlicher Cepheiden und die daraus folgende Berichtigung der Entfernung der Andromedagalaxie.
Dem Universum gewidmete populärwissenschaftliche Zeitschriften, wie die ab 1868 erschienene Sirius, die ab 1900 erschienene Das Weltall, die ab 1921 erschienene Die Sterne oder die ab 1962 erschienene Sterne und Weltraum, berichteten gelegentlich über spezielle Themen, meist aktuelle Forschungsergebnisse, und paarten diese mit ausgewählten Daten der Andromedagalaxie. Seit dem Aufkommen von Web-Publikationen in den 1990er Jahren wird auch auf diesem Weg, teilweise von Forschungseinrichtungen selbst, über die Andromedagalaxie populärwissenschaftlich informiert.
Ausgewählte Resultate werden auch in den Leitmedien Der Spiegel, Frankfurter Allgemeine Zeitung, Süddeutsche Zeitung, Die Zeit
oder Neue Zürcher Zeitung sowie in Der Standard kurz vorgestellt.
Darüber hinaus finden für interessiertes Publikum Vorträge außerhalb der akademischen Astronomie in verschiedenen Formen statt, mitunter im Fernsehprogramm, über YouTube oder als Podcast.
Auch in zwei Versionen eines Bands der Kinder- und Jugendsachbuchreihe Was ist was wird ihre Natur als Galaxie wie die Milchstraße aus Milliarden von Sternen vermittelt, ergänzt durch Abbildungen und die Entfernungsbestimmung durch Edwin Hubble zusammen mit dem aktuellen Wert von „rund 3“ beziehungsweise „2,5 Millionen Lichtjahren“.

### Bildmotiv

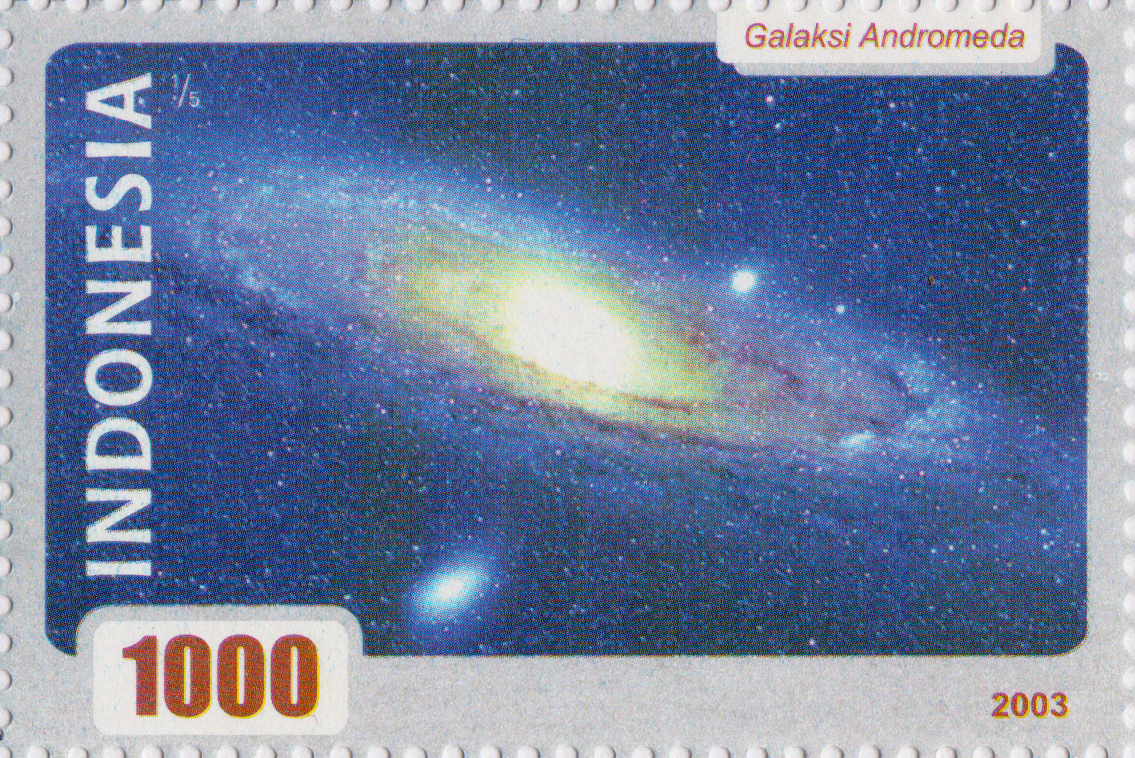
Indonesische Briefmarke 1000 Rupiah „Galaksi Andromeda“, 2003

Die Andromedagalaxie wird als Bildmotiv auf einer Reihe von Alltagsgegenständen angeboten, wie Anhängern, Tassen, T-Shirts oder Puzzles; Anleitungen zum Malen der Andromedagalaxie mit Ölkreide, mit Acrylfarbe oder als Aquarell sind bei YouTube verfügbar. Briefmarken mit der Andromedagalaxie als Motiv wurden von verschiedenen Ländern ausgegeben, so von der Deutschen Demokratischen Republik im Jahr 1967, Barbados 1988, Mali 1996, von Deutschland als Sondermarke 1999 mit Einrückung Magnetfeld, von Indonesien 2003, Bolivien 2014 sowie von Bangladesch, Bulgarien, Estland, Frankreich, Nordzypern und von der Türkei zum Internationalen Jahr der Astronomie 2009.

### Science-Fiction
Die Bekanntheit der Andromedagalaxie und ihrer Eigenschaften spiegelt sich durch ihre Verwendung in verschiedenen Gattungen der Science-Fiction. Seit Anfang des 20. Jahrhunderts wird sie in einer Reihe von Werken in verschiedenen Formen aufgegriffen. Beispiele für Romane aus unterschiedlichen Jahrzehnten und Kulturräumen sind:
- Die Heftromanserie Perry Rhodan verlagert Handlungsebenen in die Andromedagalaxie. Erstmals am Anfang des 100 Hefte umfassenden, in den Jahren 1965–1967 veröffentlichten Zyklus Meister der Insel gelangt der Protagonist Perry Rhodan mit dem von ihm kommandierten Raumschiff durch einen „Transmitter“ zunächst in die Nähe der mit Raumschiffantrieben unerreichbaren Andromedagalaxie[269] und dringt dann im weiteren Verlauf in die Galaxie selbst vor.[270]
- Der Roman Das Mädchen aus dem All des russischen Autors Iwan Jefremow aus dem Jahr 1958 sowie dessen Verfilmung verortet die Herkunft eines beiläufig auf einem Planeten gefundenen, gestrandeten unbekannten Raumschiffes, das zukünftig noch untersucht werden soll, am Ende des Romans im Andromedanebel, zu dem es zuvor aufgrund der Entfernung keine Verbindung gab.[271]
- In dem Roman Mutanten auf Andromeda von Klaus Frühauf reist eine irdische Expedition in die Andromedagalaxie und besteht dort Abenteuer.[272] Bekanntheit erlangte der Roman durch einen Vorabdruck im Jahr 1974 in der damals auflagenstarken Berliner Zeitung.[273]
- In dem im Jahr 1920 erschienenen Roman Nebel der Andromeda – Das merkwürdige Vermächtnis eines Irdischen von Fritz Brehmer teleportiert sich der Protagonist auf einen erdähnlichen Planeten des Andromedanebels mit einer weiterentwickelten Zivilisation, wo er dann seine Liebe findet.[274] Der Roman greift auch die Entdeckung des Andromedanebels durch Simon Marius und die Entfernungsabschätzung durch Julius Scheiner auf.[275][276]

Verbreitete Vertreter anderer Gattungen sind:
- In der im Jahr 1938 begonnenen Comicserie Superman befindet sich Supermans Geburtsplanet in der im Jahr 2004 veröffentlichten Miniserie Superman: Birthright – im Unterschied zu früheren Darstellungen[277]  – in der Andromedagalaxie.[278]
- Eine die Erde angreifende Macht in dem Anime Uchū Senkan Yamato 2 stammt aus der Andromedagalaxie.[279][280]
- In der Episode Stein und Staub der Fernsehserie Raumschiff Enterprise wird die Enterprise von Außerirdischen aus der Andromedagalaxie gekapert, die dorthin zurückkehren wollen. Selbst mithilfe der fiktiven Antriebstechnik des Raumschiffs würde es 300 Jahre dauern, diese von der Milchstraße aus zu erreichen.[281]
- In der Fernsehserie Andromeda ist die Andromedagalaxie einer der Handlungsorte.
- In der deutschen Puppenspielfernsehserie Hallo Spencer wird regelmäßig die gute Fee Galaktika „vom fernen Stern Andromeda“ herbeigerufen.[282]
- In dem Film The Wild Blue Yonder aus dem Jahr 2005 geht es um intergalaktische Siedlungsprojekte zwischen dem Planeten dieses Namens in der Andromedagalaxie und der Erde.
- Das Computer-Spiel Mass Effect: Andromeda spielt in der Andromedagalaxie, die der Vorgeschichte nach von 4 Raumschiffen nach einer etwa 600 Jahre andauernden Reise von der Milchstraße aus erreicht wird.

### Allgemein
- Paul Hodge: The Andromeda Galaxy (= Astrophysics and Space Science Library. Nr. 176). Kluwer Academic Publishers, Dordrecht/Boston/London 1992, ISBN 0-7923-1654-1, doi:10.1007/978-94-015-8056-4 (eingeschränkte Vorschau in der Google-Buchsuche).
- Sidney van den Bergh: The Andromeda galaxy (M31). In: The Galaxies of the Local Group (= Cambridge Astrophysics. Nr. 35). Cambridge University Press, Cambridge 2000, ISBN 0-521-75810-6, S. 9–46, doi:10.1017/CBO9780511546051.004 (eingeschränkte Vorschau in der Google-Buchsuche).
- René Walterbos: Andromeda Galaxy. In: Paul Murdin (Hrsg.): Encyclopedia of Astronomy and Astrophysics. Nature Publishing Group, 2001 (Online [PDF; 119 kB]).

### Teilgebiete
- Charli M. Sakari: The Globular Star Clusters of the Andromeda Galaxy. Morgan & Claypool Publishers, Bristol 2019, ISBN 978-1-64327-750-9, doi:10.1088/2053-2571/ab39de (eingeschränkte Vorschau in der Google-Buchsuche).
- Annette M. N. Ferguson, A. D. Mackey: Substructure and Tidal Streams in the Andromeda Galaxy and its Satellites. In: Tidal Streams in the Local Group and Beyond (= Astrophysics and Space Science Library. Nr. 420). 2016, ISBN 978-3-319-19335-9, bibcode:2016ASSL..420..191F.
- Elly M. Berkhuijsen, Rainer Beck, René A. M. Walterbos (Hrsg.): The interstellar medium in M31 and M33 (= WE-Heraeus-Seminar Physikzentrum Bad Honnef. Nr. 232). Shaker, Aachen 2000 (Online).
- Ken Freeman: M31: The Old Stellar Populations. In: Paul Murdin (Hrsg.): Encyclopedia of Astronomy and Astrophysics. Nature Publishing Group, 2001 (Online [PDF; 50 kB]).